# モロッコ

モロッコ王国
المملكة المغربية（アラビア語）
ⵜⴰⴳⵍⴷⵉⵜ ⵏ ⵍⵎⵖⵔⵉⴱ（ベルベル語）

国の標語：الله، الوطن، الملك（アラビア語）
ⴰⴽⵓⵛ, ⴰⵎⵓⵔ, ⴰⴳⵍⵍⵉⴷ（ベルベル語派）
（神、国、王）1
国歌：النشيد الوطني المغربي（アラビア語）
ⵉⵣⵍⵉ ⴰⵏⴰⵎⵓⵔ ⵏ ⵍⵎⵖⵔⵉⴱ（ベルベル語派）
国王万歳

1 この標語は、憲法に明記された現国王の標語である。
2 モロッコ本土のみのデータ。
3 710,850 km2には、モロッコが主張する西サハラ全体が含まれる。

モロッコ王国（モロッコおうこく、アラビア語: المملكة المغربية、ベルベル語: ⵜⴰⴳⵍⴷⵉⵜ ⵏ ⵍⵎⵖⵔⵉⴱ）、通称モロッコは、北アフリカ北西部のマグリブに位置する立憲君主制の国家である。東でアルジェリアと、南で西サハラ（紛争地域）と、北でスペインの飛地（セウタとメリリャ）と接し、西は大西洋に、北は地中海に面している。首都はラバトである。
南に接する西サハラはスペインが放棄後、モロッコと現地住民による亡命政府であるサハラ・アラブ民主共和国の両国が領有権を主張している。モロッコは西サハラの約7.5割を実効支配しているが、領有を承認しているのはアメリカ合衆国をはじめとした50か国程度にとどまり、国際的には広く認められていない（西サハラの法的地位を参照）。実効支配下を含めた面積は約604,107 km2（うち、西サハラ部分が190,100 km2）、人口は33,848,242人（2014年国勢調査）。
地中海世界とアラブ世界の一員であり、地中海連合とアラブ連盟とアラブ・マグリブ連合に加盟している。モロッコはサハラ・アラブ民主共和国を自国の一部であるとの立場のため、独立国家として承認していない。1984年にサハラ・アラブ民主共和国のアフリカ統一機構（2002年にアフリカ連合へ発展）加盟に反対して同機構を脱退し、アフリカ大陸唯一のアフリカ連合（AU）非加盟国であったが、2017年1月31日に再加入した。

## 国名
正式名称はアラビア語で、المملكة المغربية（Al-Mamlaka l-Maghribiya、アル＝マムラカ・ル＝マグリビーヤ）。通称、المغرب（al-Maghrib、アル＝マグリブ、「マグリブの王国」の意味）。ベルベル語で ⵜⴰⴳⵍⴷⵉⵜ ⵏ ⵍⵎⵖⵔⵉⴱ（tageldit n lmeɣrib）、通称 ⵍⵎⵖⵔⵉⴱ（Lmeɣrib、ルマグリブ）。
公式のフランス語表記は、Royaume du Maroc（ロワイヨーム・デュ・マロック）｡ 通称、Maroc。
公式の英語表記は、Kingdom of Morocco（キングダム・オヴ・モロッコ）。通称、Morocco。
日本語の表記は、モロッコ王国。通称、モロッコ。漢字の当て字は、摩洛哥・馬羅哥・莫羅哥・茂禄子など。
アラビア語の国名にある「マグリブ」は、「日の没する地｣「西方」を意味する。｢マグリブ」は地域名としては北アフリカ西部を指すが、モロッコはマグリブの中でも最も西の果てにある国と位置付けられる。中世には他のマグリブ地域と区別するために「アル＝マグリブ・ル＝アクサー｣（極西）とも呼ばれていた。
アラビア語以外の多くの言語での国名である「モロッコ」は、以前の首都マラケシュに由来する。
トルコ語での国名は「Fas」で、1925年までの首都フェズに由来する。

## 歴史

### アル＝アンダルスのイスラーム化
先史時代にベルベル人が現在のモロッコに現れた。古代には沿岸部にカルタゴのフェニキア人によって、港湾都市が築かれた。一方で、内陸部ではベルベル系マウリ人のマウレタニア王国が栄えた。紀元前146年に第三次ポエニ戦争でカルタゴが滅亡すると、マウレタニアはローマ帝国の属国となり、44年にクラウディウス帝の勅令によってローマの属州のマウレタニア・ティンギタナとなった。

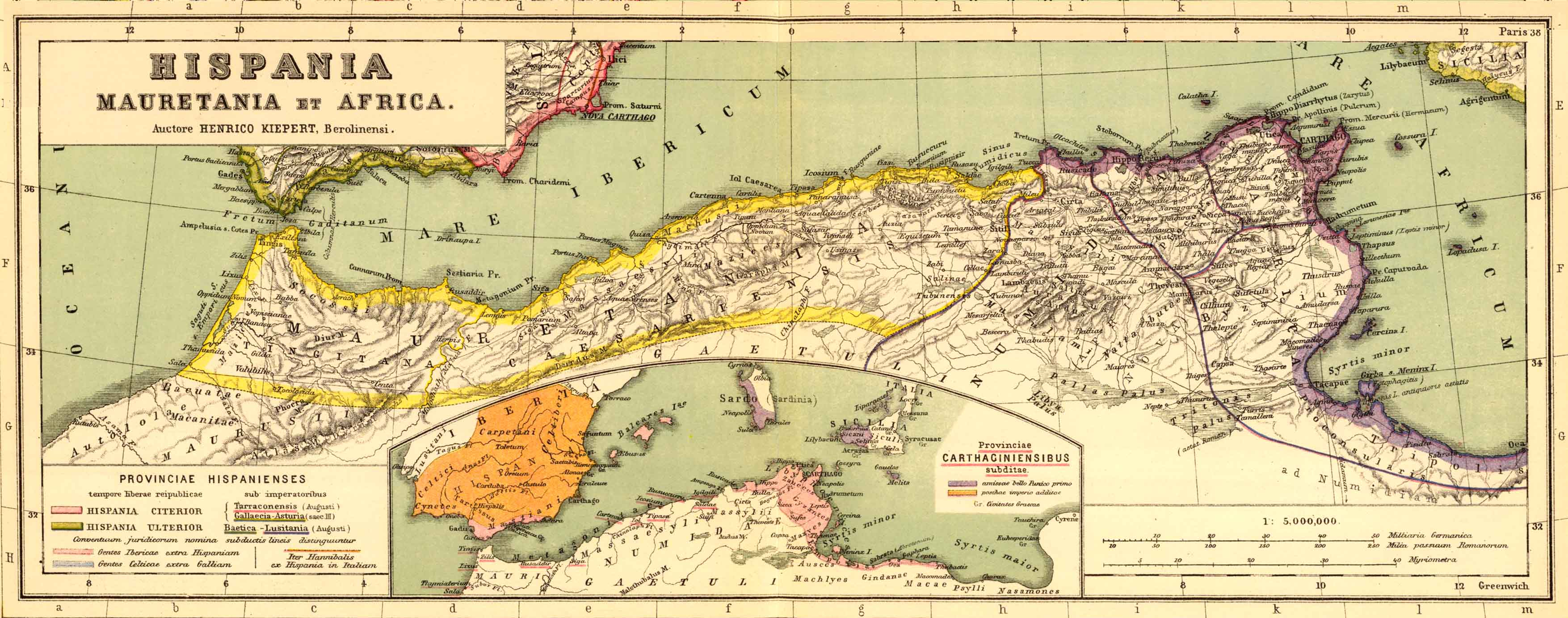
マウレタニアの領域。

ローマ帝国が衰退すると、429年にゲルマン系のヴァンダル人がジブラルタル海峡を渡り、アフリカに入った。マウレタニアはユスティニアヌス1世の時代には再び東ローマ帝国の支配下に置かれたが、8世紀初頭にイスラム帝国であるウマイヤ朝が東方から侵攻してモロッコを征服し、モロッコのイスラーム化とアラブ化が始まった。アラブ人はモロッコを拠点にジブラルタルを越え、イベリア半島の西ゴート王国を滅ぼし、アル＝アンダルスのイスラーム化を進めた。
788年にアッバース朝での勢力争いに敗れた亡命アラブ人イドリース1世が、イスラーム化したベルベル人の支持を得て、イドリース朝を建国した。また、サハラ交易で栄えたシジルマサにはミドラール朝が成立した。その後、チュニジアから興ったイスマーイール派のファーティマ朝の支配を経た後に、イドリース朝は985年にアル＝アンダルスの後ウマイヤ朝に滅ぼされた。
しかし、後ウマイヤ朝は1031年に滅亡し、その支配領域はタイファと呼ばれる中小国家群に分裂した。権力の空白地帯となったモロッコは、南方のセネガル川の流域から興ったムラービト朝の領土となり、1070年には新都マラケシュが建設された。ムラービト朝は南方にも攻勢をかけて1076年にクンビ＝サレーを攻略してガーナ帝国を滅ぼし、さらに再度北進して、ジブラルタルを越えてレコンキスタ軍と戦い、アル＝アンダルスを統一した。

### 18世紀まで

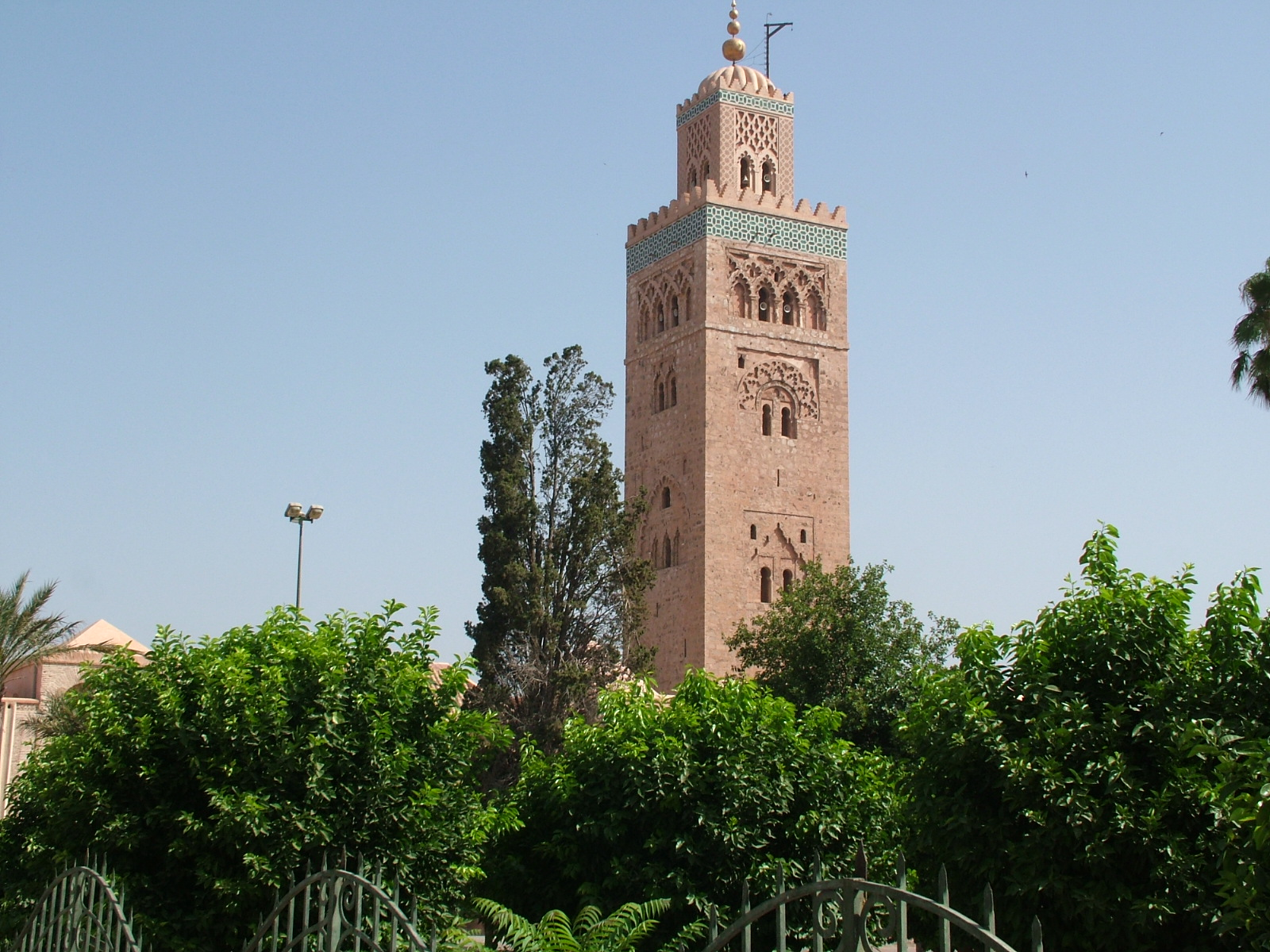
ムワッヒド朝のヤアクーブ・マンスールの時代に造営されたクトゥビーヤ・モスク。

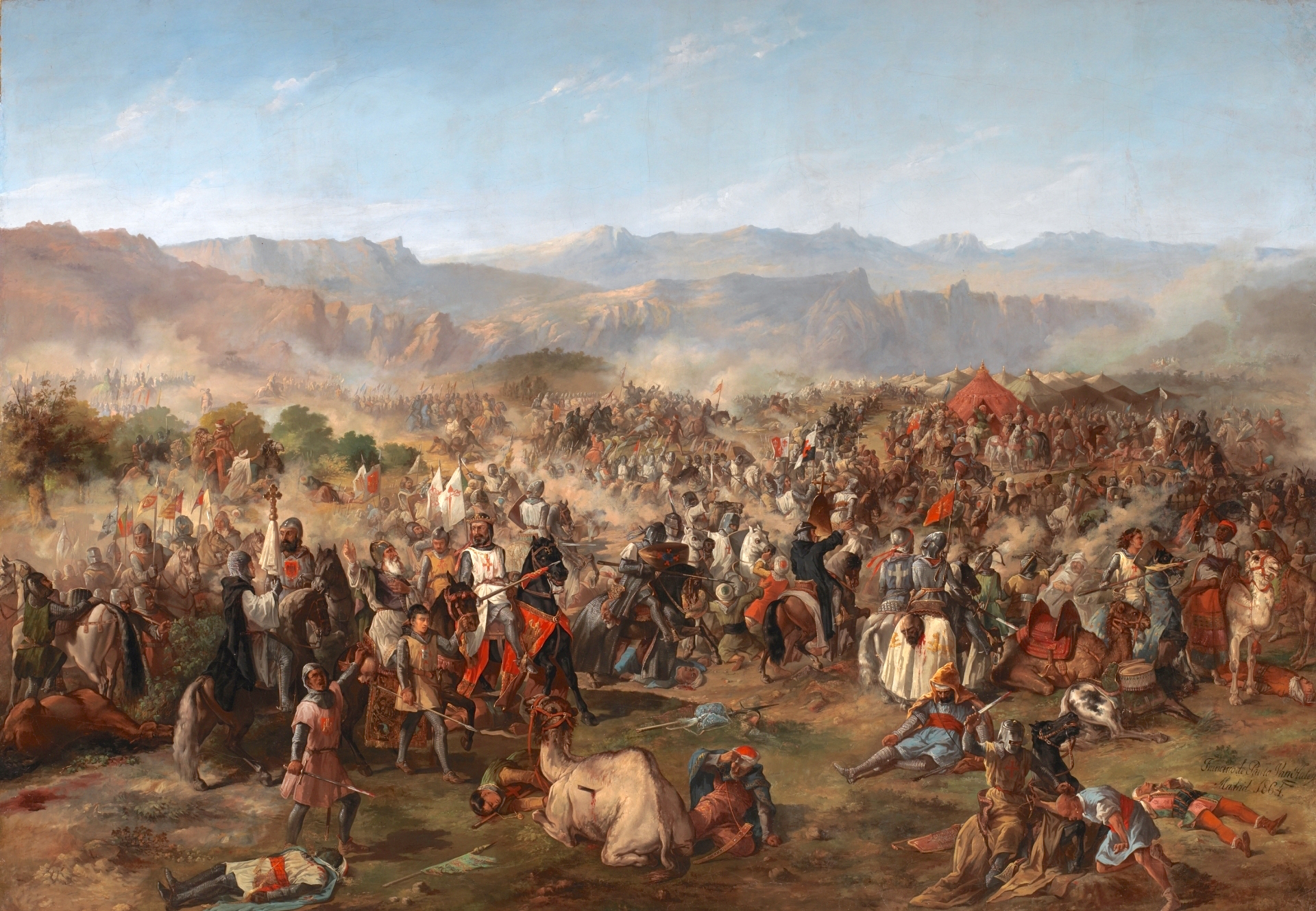
ラス・ナーバス・デ・トローサの戦いの絵図。

1130年にムワッヒド朝が成立すると、1147年にムワッヒド朝はムラービト朝を滅ぼし、アル＝アンダルスをも支配した。第3代ヤアクーブ・マンスールの時代にムワッヒド朝は東はリビアにまで勢力を伸ばし、マグリブ一帯を包括する最大版図を確立したが、続くムハンマド・ナースィルは1212年にラス・ナーバス・デ・トローサの戦いでレコンキスタ連合軍に敗れ、アンダルシアの大部分を喪失した。ムワッヒド朝はこの戦いの後に衰退を続け、1269年にマリーン朝によってマラケシュを攻略され、滅亡した。
マリーン朝はフェスに都を置き、しばしばナスル朝を従えるためにアンダルシアに遠征したが、14世紀後半に入ると衰退し、1415年にはアヴィシュ朝ポルトガルのエンリケ航海王子がジブラルタルの対岸のセウタを攻略した。セウタ攻略によって大航海時代が始まった。マリーン朝は1470年に滅亡したが、『旅行記』を著したイブン＝バットゥータなどの文化人が活躍した。
マリーン朝の滅亡後、1472年にワッタース朝フェス王国が成立したが、1492年にカトリック両王の下で誕生したスペイン王国がナスル朝を滅ぼしてレコンキスタを完遂すると、ワッタース朝はポルトガルに加え、スペインの脅威をも受けることにもなった。ワッタース朝は衰退し、ポルトガルに攻略されたアガディールなどを奪還したサアド朝（サーディ朝）によってフェスを攻略され、1550年に滅亡した。
サアド朝は、ザイヤーン朝を滅ぼしてアルジェリアにまで進出したオスマン帝国を退け、キリスト教徒との戦いにおいても、1578年にアルカセル・キビールの戦いで侵攻してきたポルトガル軍を破り、ポルトガルの国王セバスティアン1世は戦死した。この事件がきっかけになって1580年にポルトガルはスペイン・ハプスブルク朝に併合された。さらに南方に転じて1591年に、内乱の隙を衝いてトンブクトゥを攻略し、ソンガイ帝国を滅ぼした。しかし、17世紀に入るとサアド朝は急速に衰退し、1659年に滅亡した。
1660年に現在まで続くアラウィー朝が成立した。1757年に即位したムハンマド3世はヨーロッパ諸国との友好政策を採り、デンマークを皮切りに各国と通商協定を結び、1777年には世界で初めてアメリカ合衆国を承認した。

### フランス資本の定着まで
続くスライマーンは、鎖国政策を採った。しかし、1830年にフランスがアルジェを征服したことにより、マグリブの植民地化が始まると、モロッコの主権も危機に脅かされた。1844年にアラウィー朝はフランス軍によるアルジェリア侵攻の中で、アブデルカーデルを支援して軍を送ったが、イスーリーの戦いで敗れた。1856年にはイギリスと不平等条約を結び、それまでの鎖国政策が崩れた。1859年にはスペイン軍の侵攻によりテトゥワンを攻略された（スペイン・モロッコ戦争）。
1873年、新たなスルタンとしてムーラーイ・エル・ハッサンが即位した。ベルベル人などの諸勢力を掃討するため、財政支出によりクルップ砲を導入するなど、軍事力を強化した。後継の息子（アブデルアジズ4世）は未成年で即位し、ドイツ帝国が政治へ助言した。
1904年の英仏協商でモロッコを狙っていたイギリス・フランス両国の妥協が成立し、フランスがモロッコにおける優越権を獲得した。なお、これが1905年に英仏協商に反対していたドイツ帝国が、タンジール事件を起こした原因になった。さらに1911年にドイツ帝国が再びアガディール事件を起こし、フランスを威嚇したものの、最終的にはドイツが妥協した。1912年のフェス条約で国土の大部分がフランスの保護領にされ、仏西条約で北部リーフ地域はスペイン領モロッコとなった。

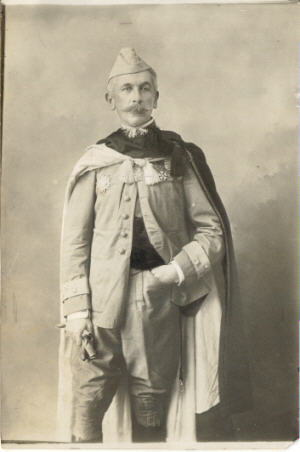
フランス領モロッコ初代総督、ウベール・リヨテの写真。

フランス領モロッコの初代総督には、ウベール・リヨテ将軍が就任した。将軍は政情不安なフェズから、ラバトへと遷都した。1913年にドイツ・オリエントバンクのモロッコ支店が、ソシエテ・ジェネラルに売却された。1919年に北アフリカ総合会社（ONA Group）が設立された。1920年にアブド・アルカリームが、スペイン領モロッコのリーフ地方で反乱を起こし、第三次リーフ戦争が勃発した。アルカリームはリーフ共和国の建国を宣言したが、スペイン軍とフランス軍に敗れ、1925年にリーフ共和国は崩壊した。1930年代から独立運動が盛んになった。
1936年に駐モロッコスペイン軍がエミリオ・モラ・ビダル将軍の指導下で共和国政府に対して反乱を起こし（1936年7月メリリャ軍事蜂起）、カナリア諸島のフランシスコ・フランコ司令官が呼応したため、モロッコを拠点にした反乱軍と政府軍の間でスペイン内戦が始まった。スペイン内戦では7万人近いモロッコ人兵士が、反乱軍側で戦った。第二次世界大戦中には自由フランスがヴィシーフランスからモロッコを奪回し、1943年に連合国のウィンストン・チャーチルとフランクリン・ルーズヴェルトによってカサブランカ会談が開かれた。
モロッコは1956年にフランスから独立した。スペインはセウタ、メリリャ、イフニの飛地領とモロッコ南部保護領（タルファヤ地方）を除いてスペイン領の領有権を放棄した。翌1957年にスルターン・ムハンマド5世が国王に即位し、スルターン号が廃止された。1957年にイフニを巡ってスペインとの間でイフニ戦争が勃発し、紛争の結果、スペインは南部保護領だったタルファヤ地方をモロッコへ返還した。

### 外資と君主と実効支配

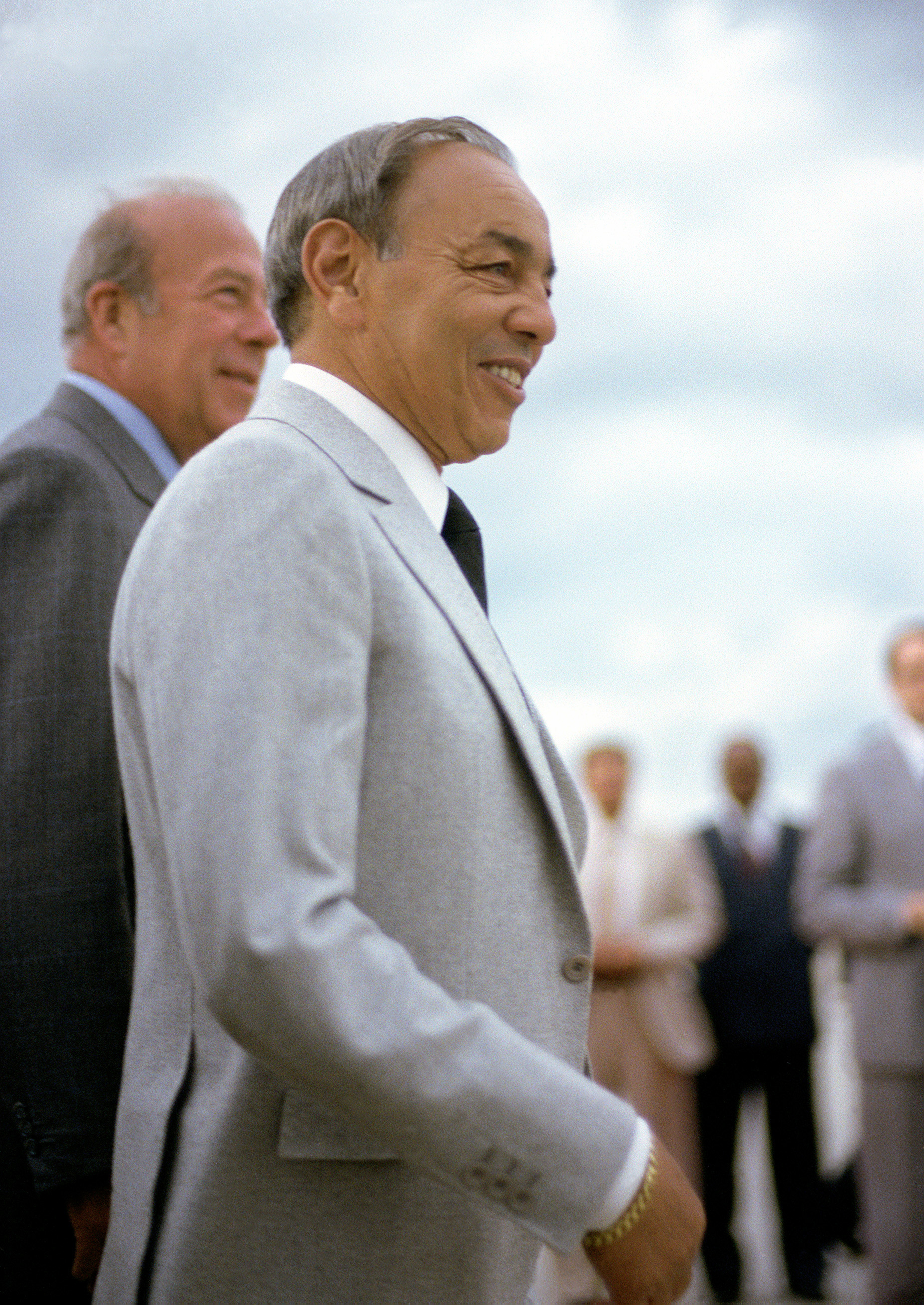
ハサン2世。親西側政策の下モロッコを統治した。

1961年にハサン皇太子が、父の死去に伴い国王に即位した。翌1962年に憲法が制定され、モロッコは君主の権限の強い立憲君主制国家に移行した。ハサン2世は内政面では政党を弾圧し、軍部と警察に依拠して国内を統治しながら外資導入を軸に経済発展を進め、対外的にはアメリカ合衆国など西側諸国との協力関係を重視しながらも、パレスチナ問題ではアラブを支持した。1965年にはハッサン2世への反対運動を展開していた人民諸勢力全国同盟(UNFP)の党首・メフディー・ベン・バルカの失踪事件が、パリで起こった。1967年のイスラエルと6日間戦争の結果、アラブ世界に復帰した。1969年にはスペインが飛地領のイフニをモロッコに譲渡したが、スペイン領西サハラはスペインの領有が続いた。
一方で、内政は安定しなかった。例えば、1971年7月に士官学校校長と士官らが、夏の宮殿を襲ったクーデターが失敗に終わった。さらに翌1972年には、ハサン2世の信任が厚かったムハンマド・ウフキル将軍が、国王の搭乗していたボーイング727旅客機に対して撃墜未遂事件を起こした。これを受けてハサン2世は、ウフキル将軍とエリート幹部の排除を行った（Years of Lead)。
1958年のシントラ協定でタルファヤを、1969年のフェズ協定でシディイフニを回復した後、モロッコはスペインが支配する南部の残りの領土からの撤退を交渉した。1975年11月に西サハラに対して非武装で越境大行進を行い（緑の行進)、西サハラを実効支配した。そして同年のマドリッド協定でサキアアルハムラとウエドエダハブ地域を獲得した。1976年にはモロッコとモーリタニアによって西サハラの統治が始まったものの、同年アルジェリアに支援されたポリサリオ戦線がサハラ・アラブ民主共和国の独立を宣言した。激しいゲリラ戦争の後、モーリタニアは西サハラの領有権を放棄したのに対して、モロッコは実効支配を続けた。1989年にはマグリブ域内の統合を図るアラブ・マグレブ連合条約が調印された。1991年には西サハラ停戦が成立したものの、住民投票は実施されず、西サハラ問題は現在に至るまで未解決の問題として残っている。
1992年に憲法が改正された。1999年に国王ハサン2世が死去したため、シディ・ムハンマド皇太子がムハンマド6世として即位した。同年から直接投資受入額が急伸した。2002年にペレヒル島危機が起こり、スペインとの間で緊張が高まったものの、アメリカ合衆国の仲裁で戦争には至らなかった。2003年5月16日にイスラーム主義組織によって、カサブランカで自爆テロ事件が発生した。ムハンマド6世は2004年の新家族法の制定に主導権を執るなど、自由主義的な改革を進める立場を示した。モロッコの実質経済成長率は、1997年のマイナス成長を最後に、2019年までプラス成長を続けている。
世界金融危機が最も顕在化した2008年10月に、モロッコはEUの近隣諸国で初めて「優先的地位（Advanced Status)」を獲得した。
2011年に起きたアラブの春の影響を受けた騒乱により、7月に憲法改正を実施した。翌年初めアブデルイラーフ・ベン・キーラーン内閣が発足した（2017年4月まで)。
2016年7月17日に、ムハンマド6世がアフリカ連合への復帰を目指すと表明した。2016年9月には加盟申請を行った旨を明らかにした。そして2017年1月31日に、エチオピアの首都アディスアベバで開かれた首脳会議で、アフリカ連合への再加入が承認された。
2018年5月1日に、モロッコのブリタ外務大臣が、イランとの国交を断絶したと表明した。西サハラで独立運動を展開するポリサリオ戦線に対して、イランおよびイランの影響下にあるヒズボラ（レバノンのイスラム教シーア派組織）が、アルジェリア経由で支援を与えている事を理由に挙げた。なお、イランとは2009年～2014年にも断交していた。
2021年8月24日にアルジェリア政府は、カビリー地方の独立運動や国内の山火事にモロッコが関与しているとして、モロッコとの国交断絶を宣言した。

## 政治
国家体制は国王を元首とする、立憲君主制を採っている。現国王として在位しているのはアラウィー朝のムハンマド6世である。憲法によって議会の解散権や条約の批准権を認められており、軍の最高司令官でもある。
2011年の2月から4月にかけて、アラブの春の影響でデモが発生し、憲法改正が承諾された。2011年7月の憲法改正により、国王の権限縮小と首相の権限強化が為された。
議会は1996年から両院制に移行し、下院は5年の任期で定数は325議席、上院は6年の任期で定数は90から120議席である。2007年に行われた下院選では、保守系のイスティクラル党（独立党とも）が52議席を獲得して第1党、イスラーム主義の公正発展党が46議席で第2党、選挙前の最大勢力であった左派の人民勢力社会主義同盟は大きく議席を減らし、38議席になった。
2011年の憲法改正後、2011年11月25日に実施された下院選挙では、定数395議席の内、公正発展党 (PDJ) が80議席を獲得し、第1党となった。政党連合「民主主義連合」を形成する独立党（イスティクラール党）は45議席となった。この2011年の選挙以降は、それまで国王任命であった首相が、選挙で多数議席を獲得した政党から選出されている。
合法イスラーム主義政党の公正発展党以外にも、モロッコ・アフガンやAQIMなどの非合法イスラーム主義組織が存在する。しかし、2003年のカサブランカでの自爆テロ事件以降、非合法イスラーム主義組織は厳しく取り締まられている。

## 国際関係
西サハラを放棄したモーリタニアとは異なり、西サハラを併合したいモロッコと、それを承認しない国際社会の利害対立は有る。
隣国で言えば、西サハラの支援をするアルジェリアとは対立してきた。
一方で、特に地理的に近いスペインやフランスとの関係は深く、貿易の上で重要な地位を占める。
またイスラム教以外を禁止してはいないものの、イスラム教を国教としており、イスラム教圏、特にアラブ諸国との関係も密接である。

### アルジェリアとの関係
隣国のアルジェリアとは互いに反政府勢力を支援しているとして、長年緊張関係が続いてきた。2021年8月にアルジェリア政府は国内で発生した山火事に、モロッコが関与していると発表した。2021年8月24日にアルジェリアは、モロッコとの国交断絶を宣言した。

### イスラエルとの関係
モロッコはアラブ諸国の中でもユダヤ人に寛容な国の一つであるため、モロッコにはユダヤ人が多く暮らしていた歴史があり、現在も約2000人のユダヤ人がモロッコで生活している。2020年12月10日にはアメリカの仲介により、モロッコはイスラエルと国交正常化した。これによりモロッコはアラブ諸国でイスラエルと国交正常化した6カ国目の国となった。また、2023年7月17日にイスラエルはモロッコによる西サハラの主権を認めた。

### 日本との関係
- 在留日本人数 - 350名（2018年10月，在留邦人統計）[26]
- 在日モロッコ人数 - 637名（2019年06月，在留外国人統計）[26]

## 軍事
モロッコには18ヶ月の徴兵期間が存在し、50歳まで予備役義務が存在する。国軍は王立陸軍、海軍、空軍、国家警察、王立ジャンダルメから構成される。国王は憲法によって軍の最高司令官であると規定されている。
2003年のカサブランカでのテロのような例外を除いて、軍の派遣は稀である。国際連合は小規模な監視部隊を、多くのモロッコ兵が駐留している西サハラに維持している。
なお、赤道ギニアなど数か国に、元首の警護や軍事教練などを目的として、少数の将兵を派遣している。

## 地方行政区分

モロッコの行政区画

モロッコの行政区分は、12の地方と、51の第2級行政区画で構成されている。この行政区画は西サハラおよびサハラ・アラブ民主共和国の実効支配地域を含む。

### 主要都市
2021年時点で、人口100万人を超えていた都市が2つ存在する。一方で、2020年時点でも、都市人口率は63.5パーセントと低い。
- カサブランカ - モロッコ最大の都市で、2021年時点での人口は、314万人である[28]。映画でも名を知られている。加工貿易のための特区が設けられている。さらに、金融業のための特区も設けられている。
- ケニトラ - 2021年の時点での人口は、36.7万人である[28]。加工貿易のための特区が設けられている。
- エルジャディダ - 2021年の時点での人口は、14.8万人である[28]。
- マラケシュ - 2021年の時点での人口は、83.9万人である[28]。観光業が盛んである。かつては都が置かれ、モロッコの国名も、この都市名に由来する。
- フェズ - 2021年の時点での人口は、96.5万人である[28]。かつてはモロッコの首都であった。迷宮のような市街地が有名。
- タンジェ - 2021年の時点での人口は、68.8万人である[28]。ジブラルタル海峡に面しており、スペインと近い。加工貿易のための特区が設けられている。
- ラバト - モロッコの首都である。2021年時点の人口は、166万人である[28]。ブー・レグレ川（英語版）の河口は、ここに有る。
- テトゥワン - 2021年の時点での人口は、32.6万人である[28]。地中海に面する。
- アガディール - 2021年の時点での人口は、69.8万人である[28]。大西洋に面し、漁業も行われる。
- クーリブガ（英語版） - 2021年の時点での人口は、16.8万人である[28]。リン鉱石の採掘で知られ、港町のカサブランカとは鉄道で結ばれている。
- ウジタ - 2021年の時点での人口は、40.5万人である[28]。アルジェリアとの国境付近の町で、アルジェリアの首都のアルジェ方面への鉄道も通る。鉛や亜鉛の主要な鉱山も存在する。

## 地理

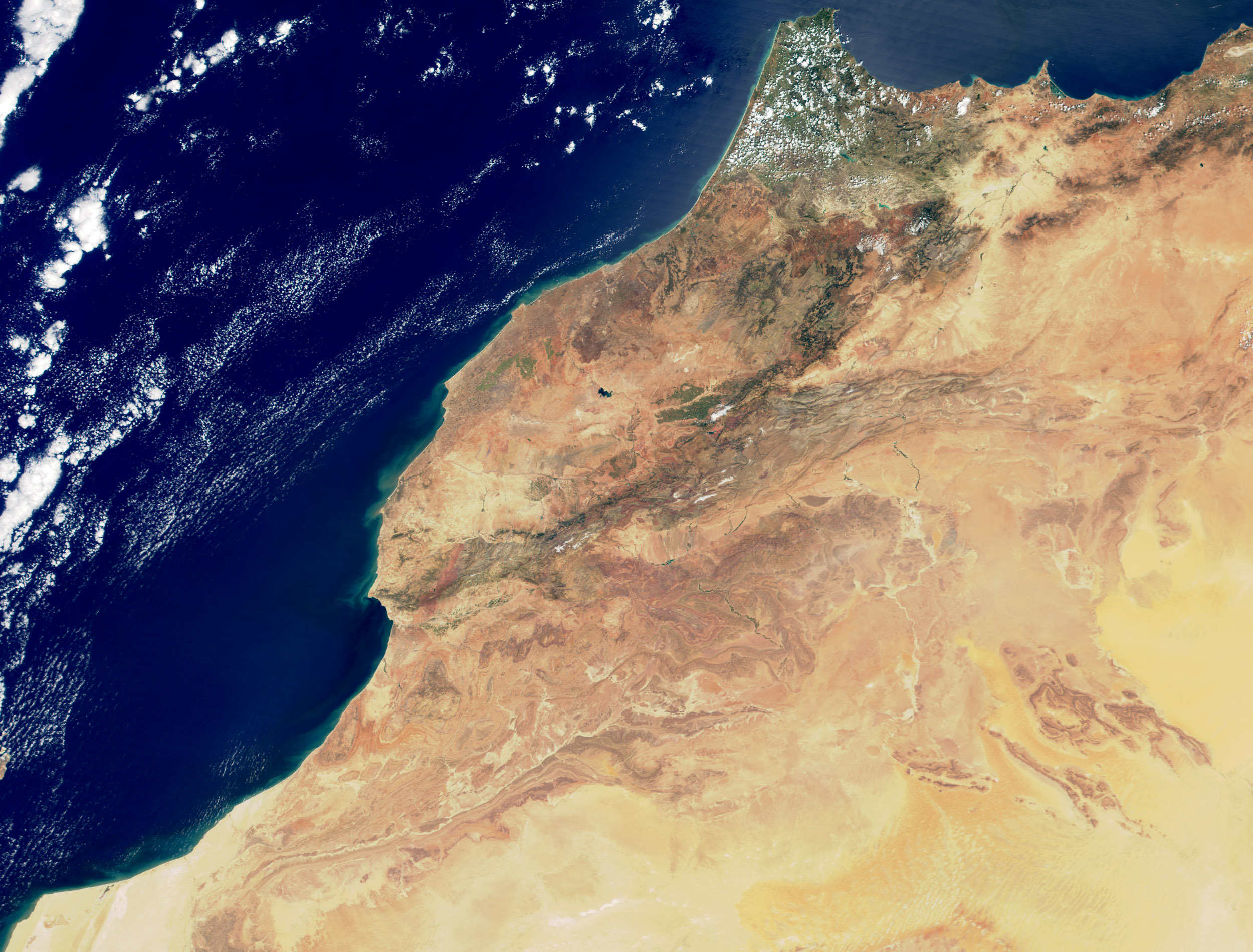
モロッコの衛星画像。

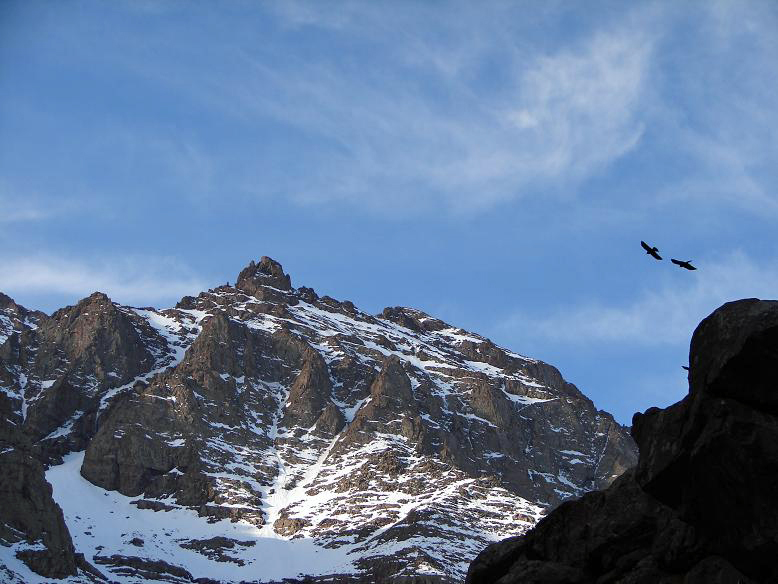
アトラス山脈。

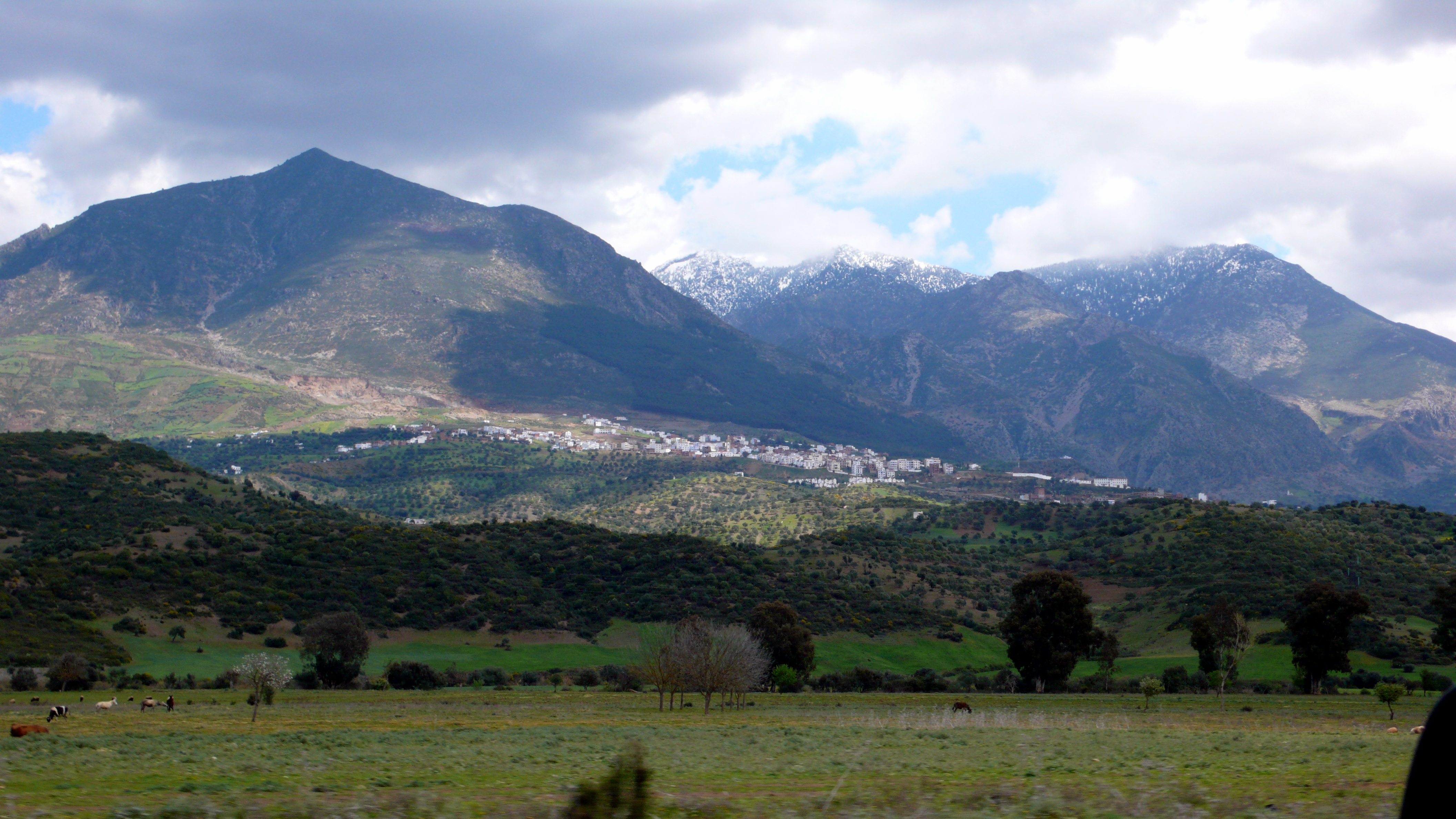
北部のリーフ地方。

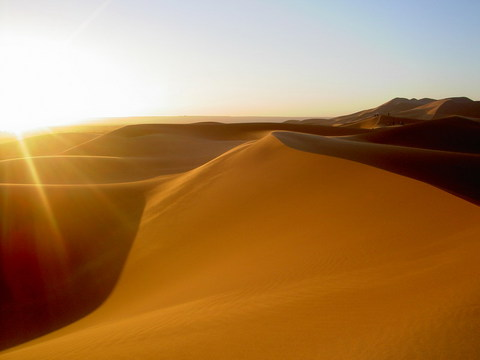
南部のサハラ沙漠の砂丘。

モロッコの国土は、アフリカ大陸の北西端に位置する。海岸のうち約3/4は北大西洋に面し、残りは地中海に沿っている。東西1300 km、南北1000 kmに伸びる国土の形状は、約45度傾いた歪んだ長方形に見える。モロッコの南西に分布するカナリア諸島はスペイン領であり、本土以外に国土を持たない。国土の北部、地中海沿岸のセウタとメリリャは、スペイン本国の飛地である。南西側で陸続きの西サハラを実効支配しているものの、国際社会で占領行為の正当性が広く認められているわけではない。なお、西サハラはかつてスペインの植民地（スペイン領サハラ）だった。
モロッコには大きな山脈が4つある。リーフ地方（エル・リーフ）の山脈は他の3つの山脈とは独立し、地中海沿いのセウタやメリリャを北に眺め下ろしている。最高地点は約2400 mである。南方の3つの山脈はアトラス山脈に属する。アトラス山脈自体はチュニジア北部からアルジェリア北部を通過し、ほぼモロッコの南西端まで2000 km以上にわたって延びる。アトラス山脈は複数の山脈が平行に走る褶曲山脈である。モロッコ国内では北から順に、中アトラス山脈（モワヤンアトラス山脈）、大アトラス山脈（オートアトラス山脈）、前アトラス山脈（アンティアトラス山脈）と呼ばれる。アンティアトラス山脈の南斜面が終わる付近に国境がある。アトラス山脈の平均標高は3000 mを超え、国土のほぼ中央にそびえる標高4165 mのツブカル山（トゥブカル山）が国内最高地点であり、北アフリカの最高峰でもある。カサブランカなどのモロッコの主要都市は大西洋岸の海岸線、もしくはリーフ山地の西、中アトラス山脈の北斜面から海岸線に向かって広がるモロッコ大平原地帯に点在する。
ジブラルタル海峡を挟んでスペインと向き合う。スペイン＝モロッコ間は、ユーラシアプレートとアフリカプレートの境界に当たる。アフリカプレートが年間0.6 cmの速度で北進したため、アトラス山脈が生成したと考えられている。アトラス山脈の南には山脈の全長にわたって巨大な断層が続く。このため地球上では比較的、地震の発生が多い地域である。記録的な大地震は隣国アルジェリアに多いものの、リスボン大地震と同時期の1755年11月19日に発生した地震や1757年4月15日の地震では、いずれも死者が3000人に達した。1960年2月29日の地震は被害が大きく、死者は1万5000人だった。
主要河川は、地中海に流れ込むムルーヤ川、大西洋に流れ込むスース川、テンシフィット川など10本程度ある。ジス川とレリス川は、サハラ沙漠に向かって流れ降る。ドラア川もサハラ砂漠に向かって流れるが、この川は雨量が非常に多い場合にはサハラを横断して大西洋に注ぐ場合がある。エジプト、スーダンを縦断するナイル川を除くと、モロッコは北アフリカでは最も水系が発達している。さらに、山脈による充分な高低差も存在する。これらの理由で、降水量が比較的少ないのにも拘らず、総発電量の約6パーセントを水力発電でまかなってきた。

### 気候
年間を通じて、大西洋上に海洋性熱帯気団が居座っており、常に北東の向きの風が卓越している。2023年の時点で、既にモロッコの総発電量の約7%( アフリカ第二位の割合)が風力発電で占められていた理由の1つが、ここにある。
モロッコ沿岸を北から南の方向へと、寒流のカナリア海流が流れる。さらに、モロッコの内陸部に連なるアトラス山脈が、海からの湿気を遮るために、山脈を境界として気候が変わる。
ケッペンの気候区分によると、アトラス山脈より北は地中海性気候 (Cs) に一部ステップ気候 (Bs)が混じる。基本的に夏に乾燥する気候である。アトラス山脈やリフ山脈の標高の高い場所では、冬季に積雪が見られる。アトラス山脈の南斜面はそのままサハラ沙漠につながっており、北部がギール砂漠、南部がドラー砂漠と細分される。気候区分は、砂漠気候 (BW)である。
モロッコ最大の都市であるカサブランカの気候は、1月の気温が12.4 ℃、7月が22.3 ℃で、年間降水量は379.7 mmである。冬季の降水量は100 (mm/月)に達するのに対し、夏季には1 mmを下回る。首都ラバトの気候もカサブランカとほぼ同じである。

### 植生
大西洋沿岸、地中海岸と内陸部のオアシスを除き、植生はほとんど見られない。森林を形成しているのはコルクガシであり、特に大西洋岸に目立つ。アトラス山脈の北側斜面は、常緑樹林が広がる。植生は、オーク、セイヨウスギ、マツである。アトラス山中からさらに南のステップには、ナツメや低木などが疎らに見られる。ただし、栽培樹木であるオリーブは自然の樹木の分布に当てはまらず、国土全体に植えられている。固有種としてアカテツ科のアルガンノキ（Argania Spinosa）が知られ、アルガンオイルを採取する。ただし、アルガンノキの分布域は狭く、スース川流域に限られる。
国土の北部を中心に、約12パーセントを森林が占める。また国土の18パーセントを農耕地が占め、農耕地の5パーセントは灌漑によって維持されている。一方で、アトラス山脈の南側は、沙漠地帯が目立つ。

## 経済
カサブランカはモロッコ最大の経済都市であり、アフリカ有数の世界都市である。
IMFの統計によると、2015年のモロッコの国内総生産(GDP)は、約1031億ドルである。国民1人当たりのGDPは3079ドルと、アフリカ諸国では比較的高い水準にあり、アジアなどの新興国に匹敵するレベルである。アフリカでは経済基盤も発達している方だとされる。
モロッコの主要な貿易相手国としては、地理的に近い先進国のフランスとスペインが挙げられる。モロッコ自身は先進工業国とは呼べないが、衣料品などの軽工業のほか、石油精製や肥料などの基礎的な諸工業が発達している（以下、統計資料はFAO Production Yearbook 2002、United Nations Industrial Commodity Statistical Yearbook 2001年を用いた）。かつて宗主国だったフランスだけでなく、欧米諸国の企業が、自動車や鉄道・航空機部品などの工場を増やしている。これはモロッコがアフリカでは政情・治安が安定していると判断され、インフラストラクチャーが整備されており、50以上の国・地域と自由貿易協定(FTA)を締結していて輸出がし易いという背景がある。その他ヨーロッパ連合諸国に出稼ぎ、移住したモロッコ人による送金も外貨収入源となっている。
なお、カサブランカやタンジールやケニトラには、加工貿易用のフリーゾーンが設けられている。カサブランカには金融フリーゾーン（カサブランカ・ファイナンス・シティ）もある。モロッコ以外のアフリカ諸国へ進出する外国企業への税制面の優遇措置も導入し、アフリカ・ビジネスの拠点（ハブ）になりつつある。
また、モロッコは羊毛の生産や、同じく繊維材料のサイザルアサの栽培でも知られ、繊維製品や衣料製品といった軽工業などの工業生産も見られる。また、皮革製品の製造も行われている。
さらに、生産量世界第6位のオリーブ栽培などの農業が経済に貢献している。
これらに加えて、大西洋岸は漁場として優れており、魚介類の輸出もモロッコにとっては主要な産業である。
観光資源も豊かで、観光収入は22億ドルに達する。

### 鉱業・電力
エネルギー資源に関しては、原油と天然ガスが少し産出する程度で、産油国とまでは言えない程度である。一方で、鉱業の分野では、合金として幅広い用途を有するコバルト、また亜鉛も産出するものの、それよりも亜鉛などの工業的な精製の際に不純物を取り除くためなどに用いるストロンチウム、さらに肥料などの原料として知られるリン鉱石の採掘が盛んである。また、鉛も比較的有力な鉱産資源である。これ以外にも、ニッケル、鉄、銅、銀、金の採掘も行われている。
モロッコの鉱物資源はアトラス山脈の断層地帯に集中しており、アトラス山脈の造山活動によって鉱脈が形成されたと考えられている。例えば、かつてはマラケシュの東で、マンガンの採掘も行われていた。また例えば、ウジタで亜鉛や鉛が採掘されている。
なお、リンはカサブランカの南東の内陸部で採れる。
農業などに利用できない砂漠では、再生可能エネルギーによる発電を拡大している。太陽光発電所や太陽熱発電所、風力発電所が相次ぎ建設されており、スペイン企業による風力発電機の生産も2017年に始まった。エネルギー消費に占める再生可能エネルギーの比率（20％強）を2030年に52％へ高めることを計画している。

### 農業
アトラス山脈よりも北側の大西洋沿岸地域や地中海沿岸地域では、ある程度の降水量が見込めるため天水に頼った農業が可能である。農業従事者は429万人（2005年）である。国際連合食糧農業機関 (FAO) の統計（2005年）によると、世界第7位のオリーブ（50万トン、世界シェア3.5%）、第9位のサイザルアサ（2200トン）が目立つ。世界シェア1%を超える農作物は、テンサイ（456万トン、1.9%）、オレンジ（124万トン、1.5%）、トマト（120万トン、1.0%）、ナツメヤシ（6万9000トン、1.0%）がある。主要穀物の栽培量は乾燥に強いコムギ（304万トン）、次いでジャガイモ（144万トン）、オオムギ（110万トン）である。
中南部ケアラ・ムグーナ（「バラの谷」）で栽培されているローズウォーター用のバラなど花卉農業も行われている。
畜産業はヒツジ（1703万頭）、ニワトリ（1億4000万羽）を主とする。

### 工業
モロッコは世界的に見て硫酸の製造の盛んな地域であり、2004年の製造量は、950万トンであった。
さらに、リン酸肥料（生産量世界第6位）、オリーブ油（同9位）が目立つが、ワインや肉類などの食品工業、加工貿易に用いる縫製業も盛んである。また、ルノーが2つの自動車工場を、ボンバルディアが航空機部品工場を運営している他、PSA・プジョーシトロエンやボーイングなども現地生産計画を進めている。

### 貿易
モロッコの輸出額は238億ドル。品目は、 機械類 (15.9%) 、 衣類 (14.4%) 、化学肥料 (8.8%)、野菜・果実 (7.9%)、魚介類 (7.6%) である。(2011年)
ここで言う電気機械とは、電気ケーブルを意味している。リン鉱石は価格が安いため、品目の割合としては5位である。主な相手国は、輸出は、スペイン、フランス 、ブラジル、イタリア、インド 。(2014年)
モロッコの輸入額は116億ドル。品目は、原油 (12.0%)、繊維 (11.9%)、電気機械 (11.7%)。主な相手国はスペイン、フランス、中国、アメリカ合衆国、イギリスである。(2014年)
参考までに、モロッコにとって主要な貿易相手国ではないものの、日本との貿易では、輸出がタコ(61.1%)、モンゴウイカ (7.3%)、衣類 (5.1%)の順で、リン鉱石も5位に入る。輸入は、乗用車 (32.4%)、トラック (28.6%)、タイヤ (5.6%)である。

### 観光業
フェズ、カサブランカ、マラケシュといった都市部の旧市街地から、アイット＝ベン＝ハドゥなど集落レベルの各種居住エリアにある世界遺産、サハラ沙漠やトドゥラ峡谷といった自然が観光資源として利用されている。また、古い邸宅を利用したリヤドと呼ばれる「モロッコ独特の宿泊施設」も知られている。
モロッコ政府としても観光立国を掲げ、人材や観光地の育成に注力している。2015年の観光客数は在外モロッコ人の割合が増加傾向にあるが、約1018万人を数えた。

## 国民

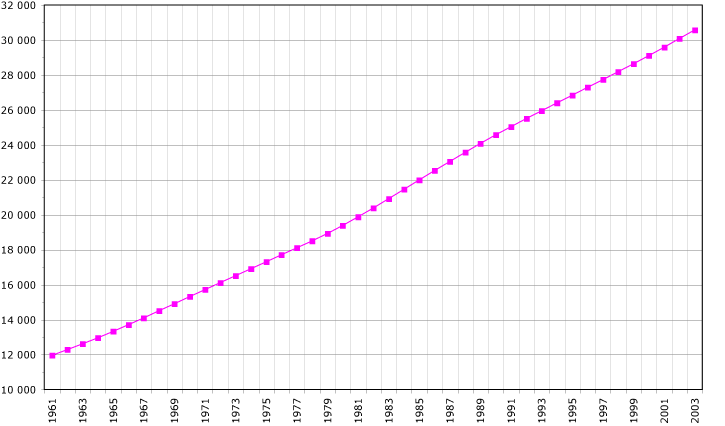
1961年から2003年までのモロッコの人口増加グラフ。

モロッコの民族分布地図（1973）。

2004年にムハンマド6世の主導権によって新家族法が成立し、女性の婚姻可能年齢は18歳以上に引き上げられ、一夫多妻制についても厳しい基準が要求されるようになった。ただし、現在も一夫多妻制は条件を満たせば認められる。特に著名なモロッコのフェミニストとして、イスラーム教をフェミニズム的に読み替えることで男女平等の実現を達成することを主張するファーティマ・メルニーシーの名が挙げられる。新家族法制定で、女性は結婚時に夫に複数の妻（イスラム教徒の男は4人まで妻を持てる）を持たないよう求めることができ、女性から離婚を請求することができ、家庭における夫婦の責任が同等となり、女性は自分自身で結婚を決めることができるようになった。
1999年にマイクロクレジット法が成立し、政府やNGO団体の協力により受益者が増えている。

### 民族
歴史的に、条件の良い平野部の土地を中心にアラブ人が暮らし、アトラス山脈の住民の大半がベルベル人である。2/3がアラブ人、1/3がベルベル人あるいはその混血がほとんどと言われる事が多いが、実際は両者の混血が進んでいる。また過去に存在したベルベル人の独立問題などもあり（リーフ共和国）、モロッコ政府としては、あくまでも両者はモロッコ人であるという考え方の元で、敢えて民族ごとの統計を取るなどの作業は行われていない。
モロッコのアラブ人には、イベリア半島でのレコンキスタや17世紀のモリスコ追放によってアンダルシアから移住した者もおり、彼等の中には現在でもスペイン風の姓を持つ者もいる。
ユダヤ人はモロッコ各地の旧市街に存在するメラーと呼ばれる地区に古くから居住していたが、イスラエル建国以来イスラエルやカナダなどへの移住により減少傾向が続いており、1990年時点で1万人以下である。その他にもブラックアフリカに起源を持つ黒人などのマイノリティも存在する。

### 言語
アラビア語とベルベル語が公用語である。国民の大半は学校教育で正則アラビア語を学習しつつも、日常生活ではモロッコ特有のアラビア語モロッコ方言を話しているため、他のアラビア語圏の住人とは意思の疎通が困難である。
なお、山岳地帯では、タマジグトと総称されるベルベル語が話され、これらは大別してタシュリヒート語（モワイヤン、オートアトラス地域）、タスーシッツ語（アガディール地方、アンチアトラス地域）、タアリフィート語（リーフ山脈地域）に分かれている。また、ベルベル人は、国内のアラブ人からはシルハと呼ばれるのに対し、ベルベル人自身は自分達をイマジゲン（自由な人の意）と呼ぶ。ベルベル語が話されないアラブ人家庭に生まれ育つと、ベルベル語は全く理解できない事が多い。これはアラビア語とベルベル語とが、全く異なった言語のためである。
また、かつてモロッコはフランスの保護領であったためにフランス語も比較的有力であり、さらに現在でもモロッコにとっては貿易相手としてフランスが重要なため、第二言語としてフランス語が教えられ、政府、教育、メディア、ビジネスなどで幅広く使われ、全世代に通用するなど準公用語的地位にある。公文書は基本的にアラビア語、一部の書類はフランス語でも書かれる。商品や案内表記などは、アラビア語とフランス語が併記されている場合が多い。
一方で、タンジェのようなモロッコの北端部の都市はスペインの影響が強く、スペイン語もよく通じる。

### 宗教
1961年にイスラム教が国教と定められ、イスラム教スンニ派が99パーセントを占める。しかしながら、キリスト教とユダヤ教も禁止されてはいない。

### 教育
6歳から13歳までの7年間の初等教育が、義務教育と定められているものの、就学率は低い。モロッコの教育は初等教育を通して無料かつ必修である。それにもかかわらず、特に農村部の女子を始めとした多くの子供が、学校に通っていない。教育はアラビア語やフランス語で行われる。識字率は男性84.8%、女性67.4%（2021年推定）。農村部の女子に至っては非識字率が90%近くにまで達する。
主な高等教育機関としては、アル・カラウィーン大学（859年）やムハンマド5世大学（1957年）などが挙げられる。

### 保健

#### 医療
医療機関の質は悪くないが、医療サービスの質はあまり良いとは言えない。

#### 性別適合手術
世界中の少なからぬ国において、モロッコという国名から「性転換」手術をイメージする人々が、特に1970年産まれ以前の世代では少なからず存在している。
これは男性から女性への性転換手術、現在で言う性別適合手術の技法が、モロッコのマラケシュに在住していたフランス人医師ジョルジュ・ビュルーにより開発された事に起因する。ビュルーが手法を確立した1950年代後半以降、フランスの有名なキャバレー「カルーゼル」に所属していた多くの「性転換ダンサー」がビュルーの手術を受けたため有名になり、一時期は世界中から「女性に生まれ変わりたい」という願望を抱く男性が大量にマラケシュのビュルーの所へと押し寄せた。
日本もその例外ではなく、1960年代に3回にわたって行われた「カルーゼル」のダンサー（いわゆる「ブルーボーイ」）の日本公演が、この性転換手術の存在が知られる1つのきっかけとなり、その後、有名な例では、芸能タレントのカルーセル麻紀や、俳優の光岡優などが、モロッコに渡航しビュルーの執刀による手術を受けた。特に日本においては1973年以降のカルーセル麻紀に関する各種報道の影響で「性転換手術」＝「モロッコ」のイメージが広まり、その影響は長らく残った。
なお、ビュルーは1987年に死亡し、今日では性別適合手術を希望する人は手術してくれる病院・医師の数が豊富なタイ王国で受けるのが主流となっている。

#### 妊娠中絶
モロッコで妊娠中絶は、法的に認可されていない。ウィミン・オン・ウェーブ（オランダの医師が1999年に設立した団体）が、モロッコで望まぬ妊娠をしている女性を船に乗せて、公海上で中絶手術をする目的で2012年にモロッコに入港しようとしたが、モロッコ海軍に阻止されて追い返された。同船の医師は、モロッコでは違法に実施される危険な中絶処置のために、年間90人のモロッコ人女性の命が失われているとし、安全に中絶処置が実施される必要性を訴えた。

## 文化

### 食文化

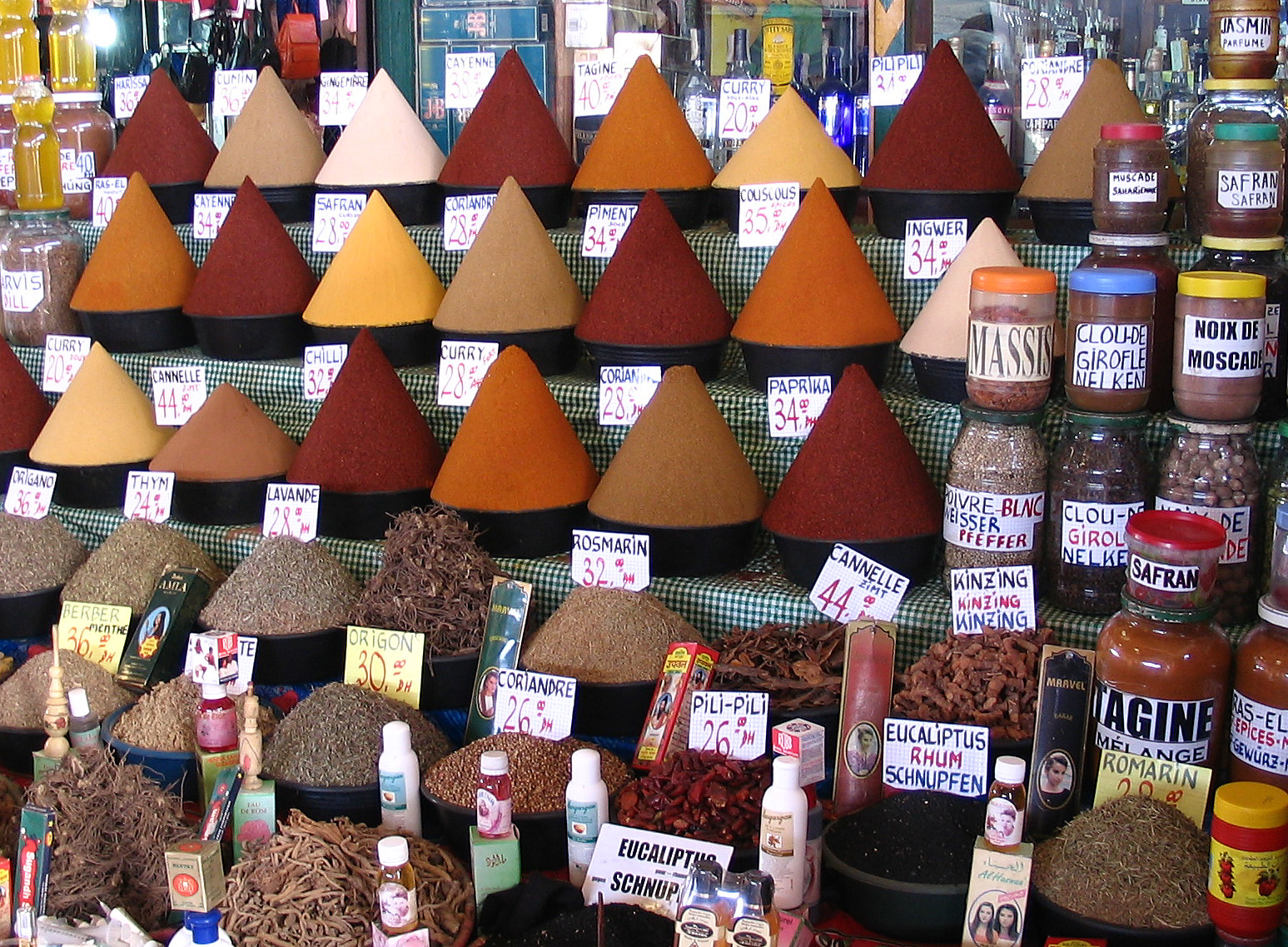
アガディール中央市場のスパイス。

モロッコで主食としている作物は、コムギである地域が目立つ。ただし、地域によって特色も見られる。例えば、モロッコは漁業が重要な産業の1つであり、海岸部では魚介類を利用した料理が見られる。また、乾燥地帯の多い土地柄で、水が貴重な地域も有り、水を節約すべく蒸し煮を行うためのタジン鍋を多用する。モロッコでは牧畜も行われており、モロッコで最も一般的に食される赤味の肉は牛肉であり、モロッコ産の羊肉は好まれるが相対的に高価である。特に沙漠地域では、食肉をタジン鍋で調理した料理を食べる頻度が比較的高い。
主なモロッコ料理としてはクスクス、タジン、ハリーラなどが挙げられる。
ただし、数世紀に及ぶモロッコと外部世界の相互作用の結果として、モロッコの料理は多様である。モロッコ料理はベルベル、スペイン、コルシカ、ポルトガル、ムーア、中東、地中海、アフリカの各料理の混合である。モロッコ料理は土着のベルベル料理、スペインから追放されたモリスコがもたらしたアラブ・アンダルシア料理、トルコ人によってもたらされたトルコ料理、アラブ人がもたらした中東料理の影響を受けており、ユダヤ料理の影響も同等である。
なお、香辛料はモロッコ料理に広く使われる。香辛料は数千年来モロッコに輸入され続けたが、ティリウニのサフラン、メクネスのオリーブとミント、フェスのオレンジとレモンなどの多くの材料はモロッコ産である。

### 文学

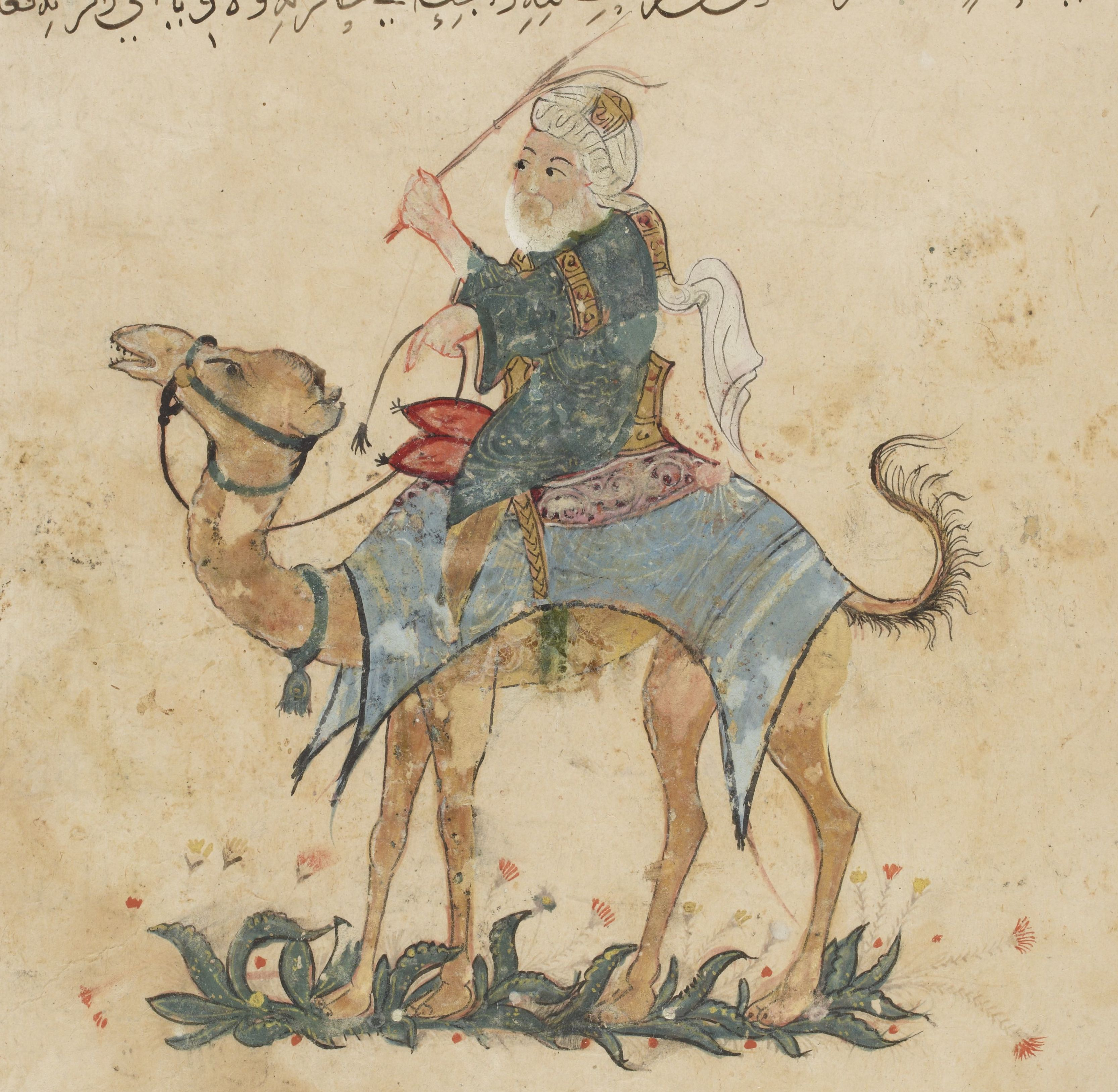
『大旅行記』の著者イブン・バットゥータ。

モロッコ文学はアラビア語、ベルベル語、フランス語で書かれる。アル＝アンダルスで発達した文学もまた、モロッコ文学に位置づけられる。ムワッヒド朝下のモロッコは繁栄の時代を経験し、学術が栄えた。ムワッヒド朝はマラケシュを建設し、同時に書店を設立し、これが後世の者に「史上初の書籍市」とも評された。ムワッヒド朝のカリフであったアブー・ヤアクーブは、本の収集をこの上なく好んだ。彼は偉大な図書館を設立し、その図書館は最終的にカスバとなり、公立図書館となった。中世においてタンジェ出身のイブン・バットゥータはアフリカ、アジア、 ヨーロッパに巡る大旅行の体験を述べた紀行文学『大旅行記』（『三大陸周遊記』、1355年）を著した。
近代モロッコ文学は1930年代に始まった。モロッコがフランスとスペインの保護領だった事は、モロッコの知識人に他のアラブ文学やヨーロッパとの自由な接触の享受による、文学作品の交換と執筆の余地を残した。
1950年代から1960年代にかけて、モロッコにはポール・ボウルズ、テネシー・ウィリアムズ、ウィリアム・S・バロウズのような作家が滞在して作品を仕上げていった。モロッコ文学はモハメド・ザフザフ、モハメド・チョークリのようなアラビア語作家や、ドリス・シュライビ、タハール・ベン＝ジェルーンのようなフランス語作家によって発達した。現代の文学においては、モロッコ出身のフランス語文学者としてムハンマド・ハイル＝エディン、モハメド・シュクリ、ライラ・アブーゼイド、アブデルケビル・ハティビ、そして1987年に『聖なる夜』でゴンクール賞を獲得したタハール・ベン＝ジェルーンなどが挙げられる。また、アラビア語モロッコ方言やアマジーグでなされる口承文学は、モロッコの文化にとって不可欠の存在である。

### 音楽
モロッコ音楽は、アラブ起源の楽曲が支配的である。ただし、その他にもベルベル人のアッヒドゥースやアフワーシュ、黒人のグナワ（「ギニア」に由来）、イベリア半島のイスラーム王朝からもたらされ、ヌーバと呼ばれて高度に体系化されたアル＝アンダルス音楽など、多様な音楽の形態が存在する。

### 建築
モロッコ国内には、ユネスコの世界遺産リストに登録された文化遺産が9件存在する。

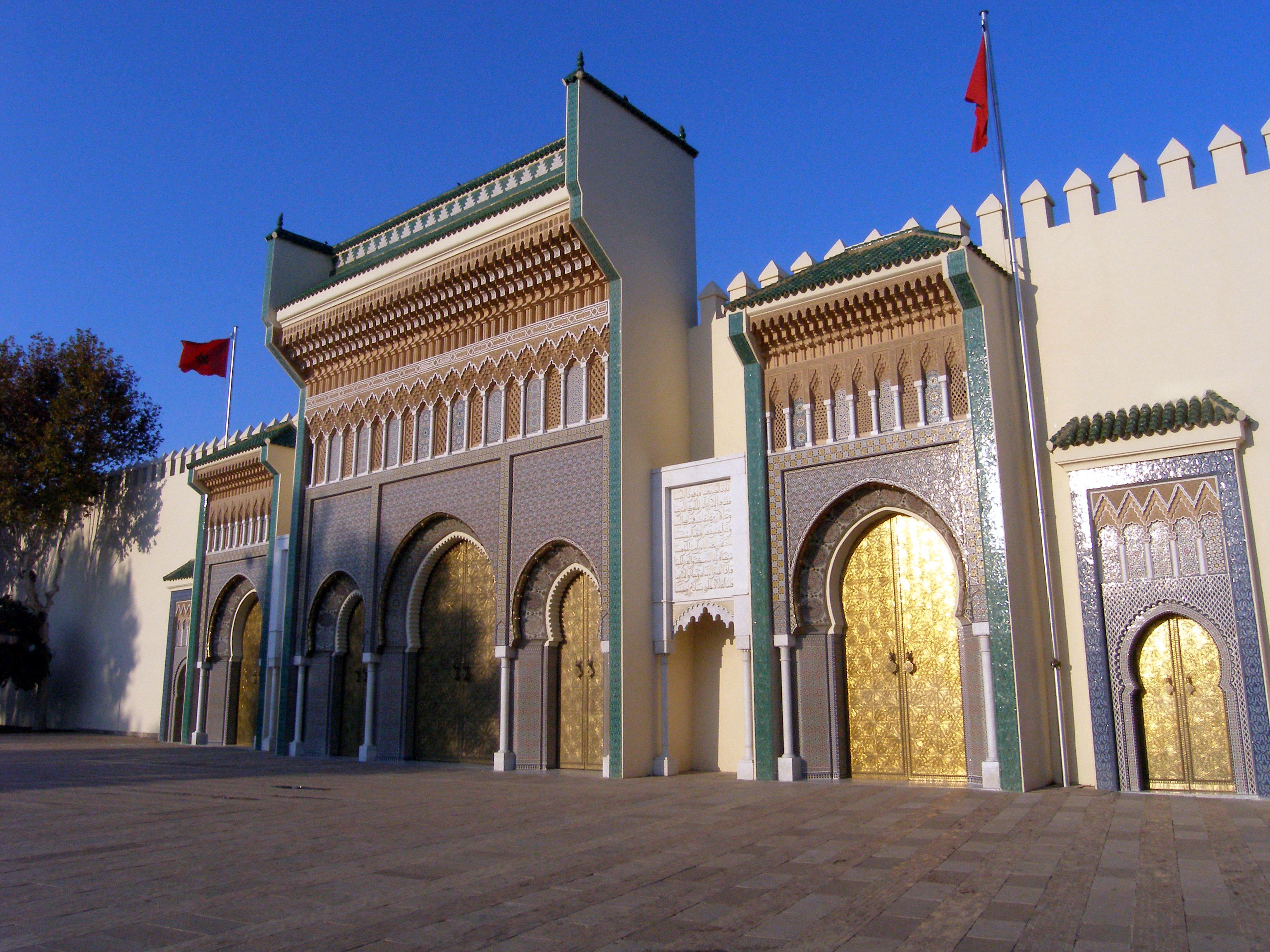
フェス旧市街 - （1981年）
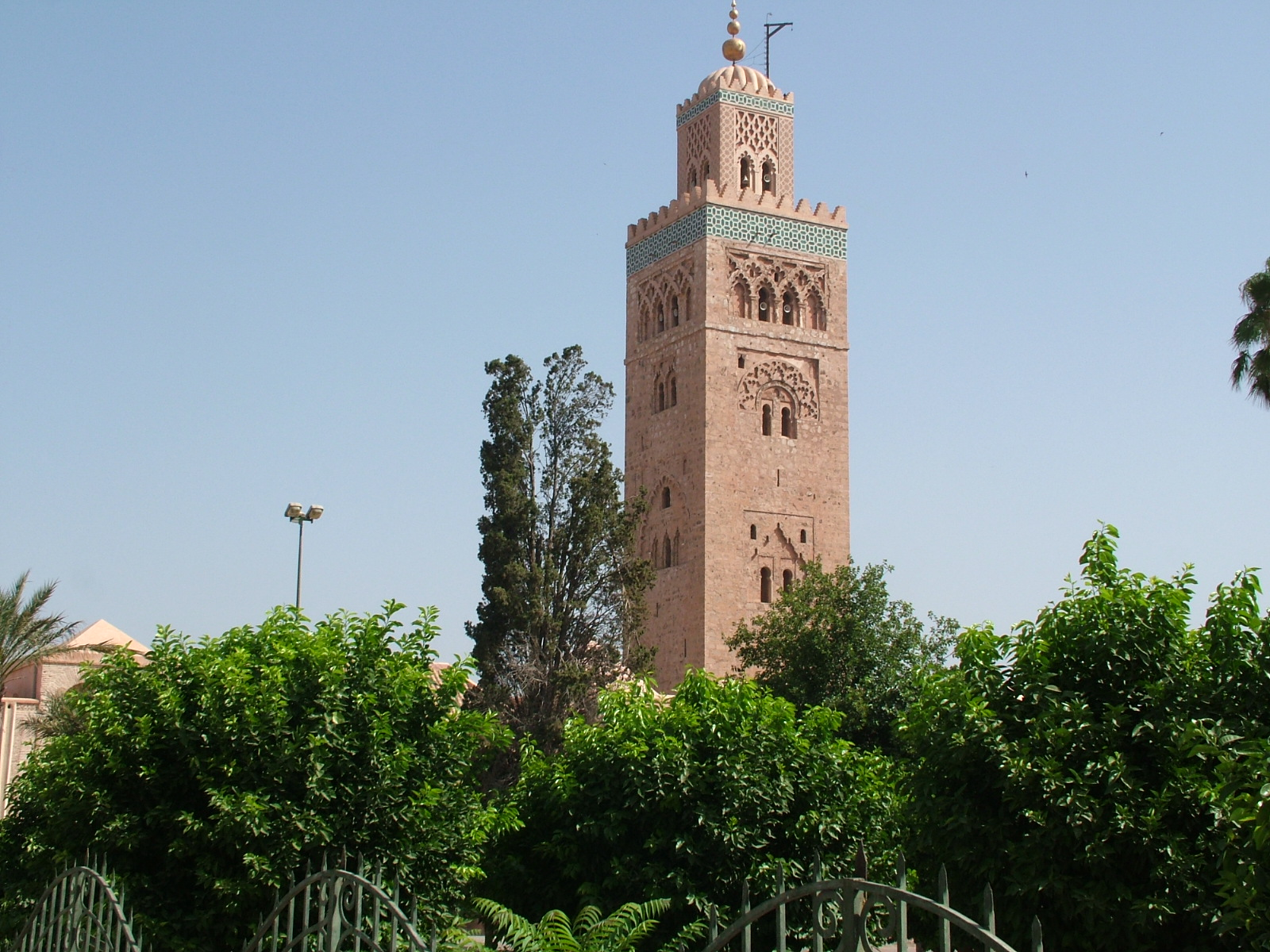
マラケシ旧市街 - （1985年）
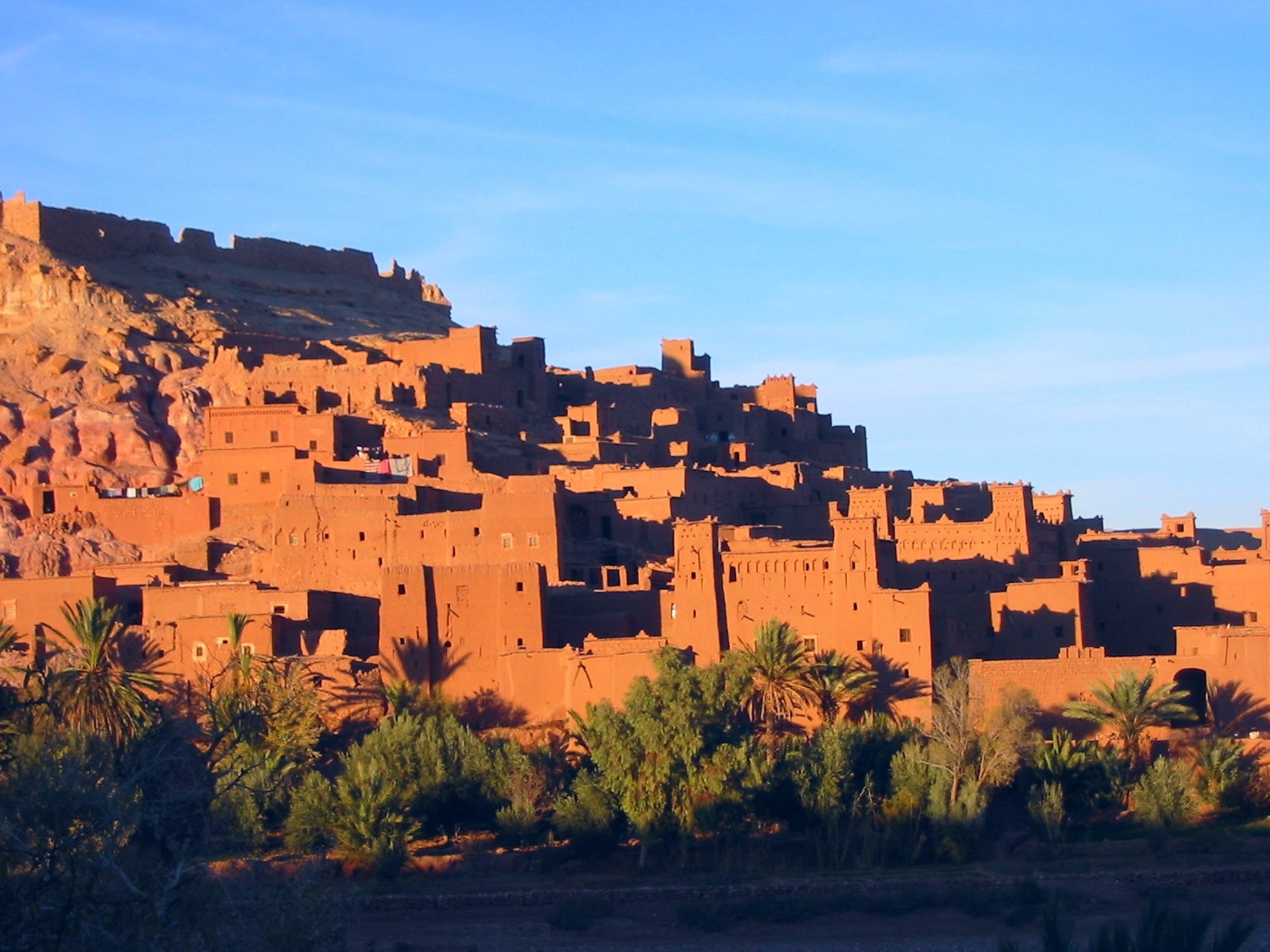
アイット＝ベン＝ハドゥの集落 - （1987年）
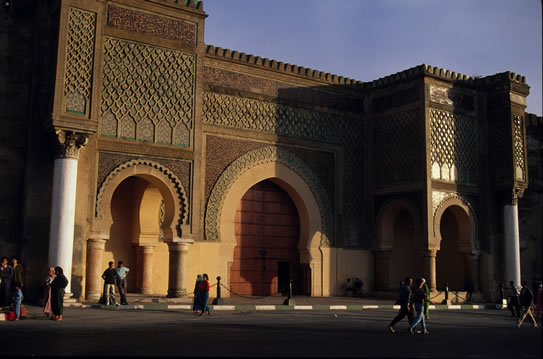
古都メクネス - （1996年）
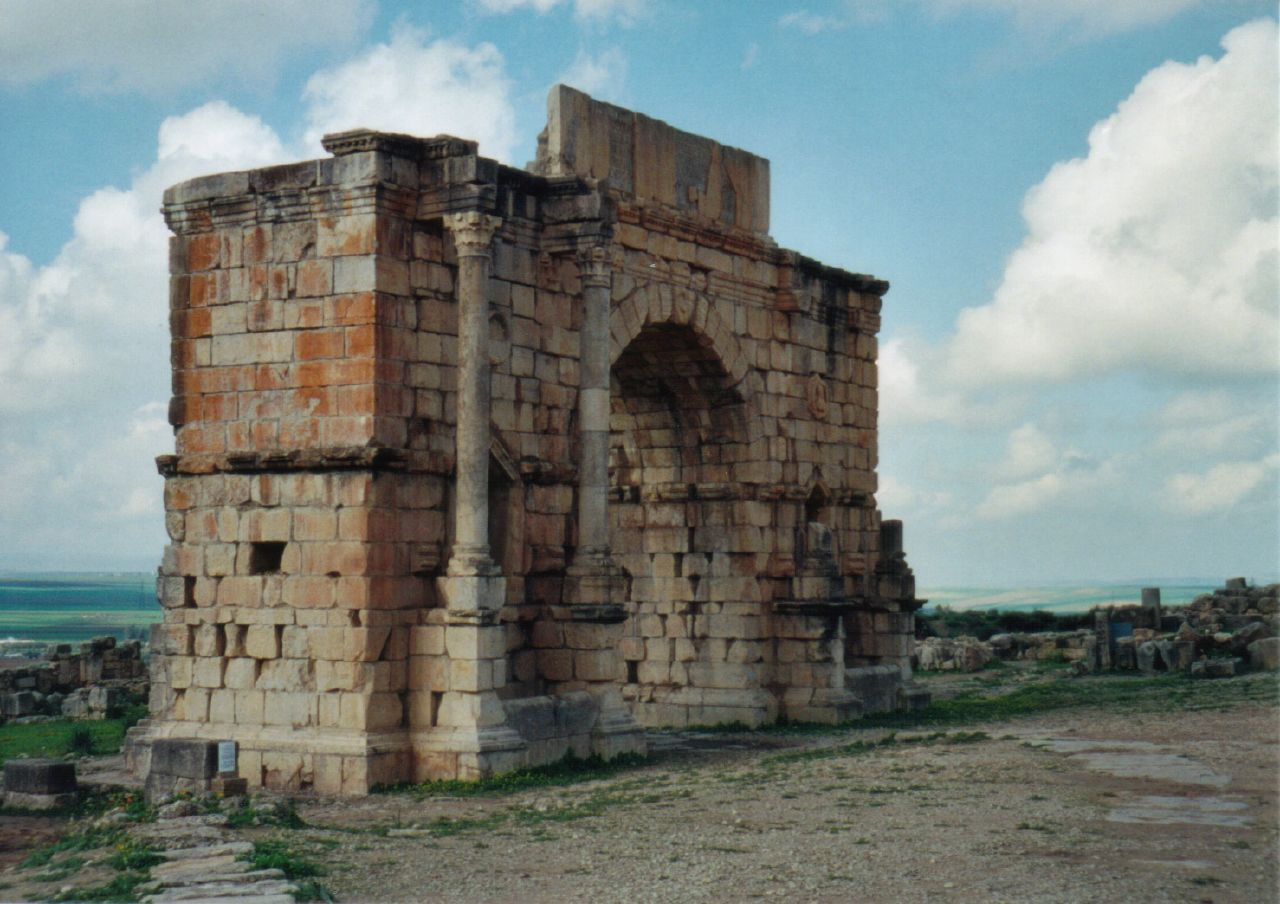
ヴォルビリスの古代遺跡 - （1997年）
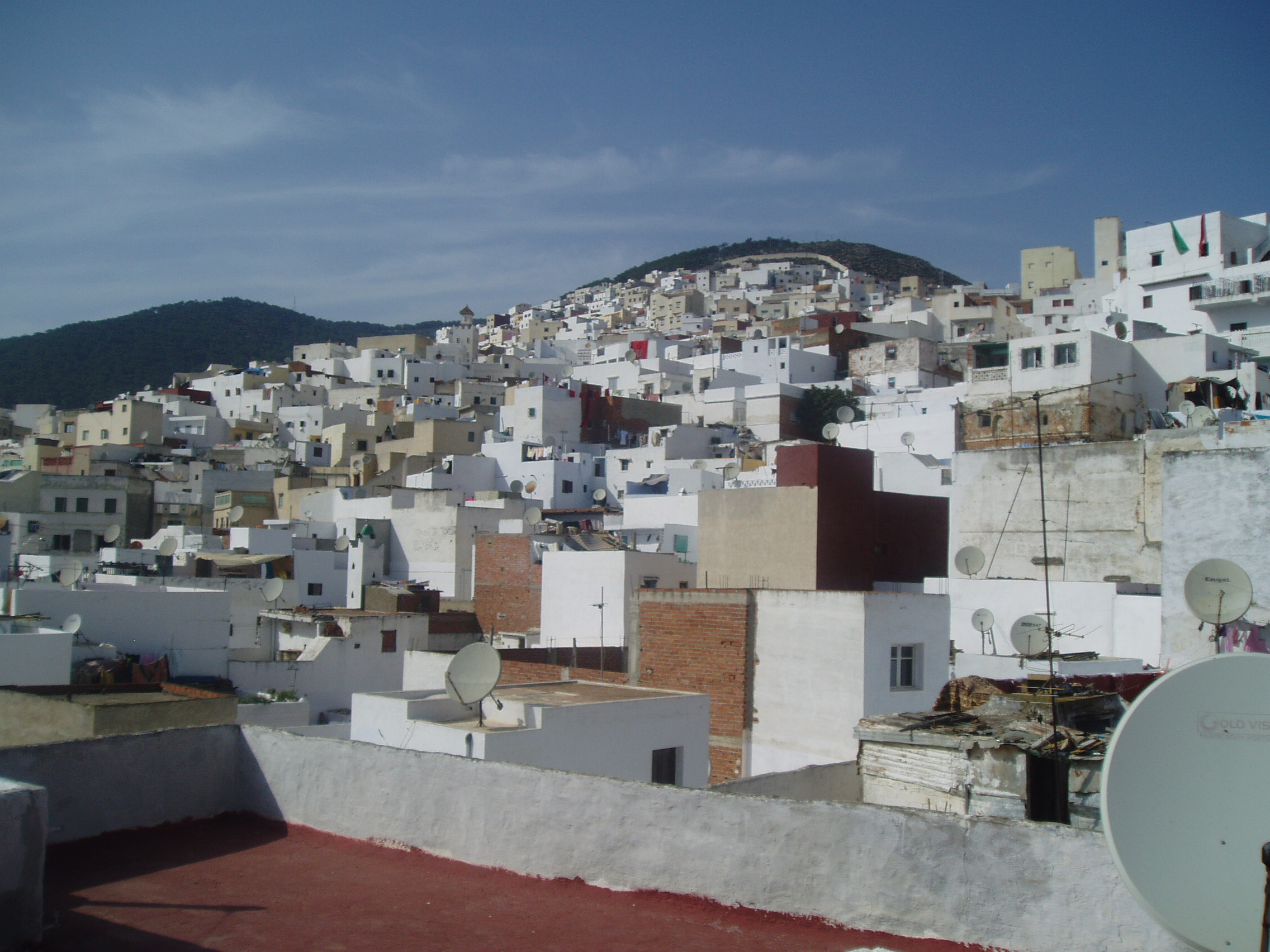
テトゥアン旧市街（旧名ティタウィン） - （1997年）
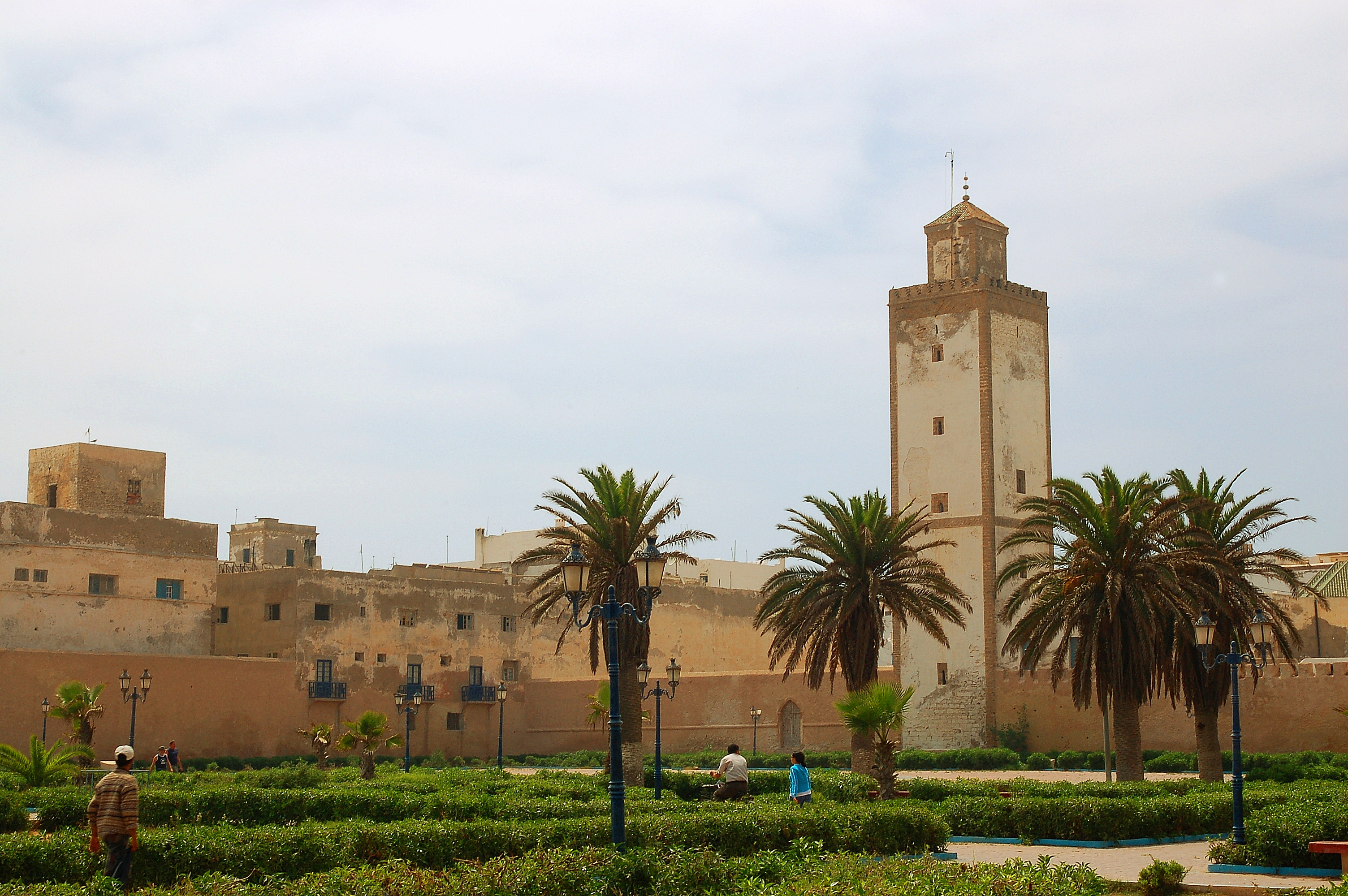
エッサウィラのメディナ（旧名モガドール） - （2001年）
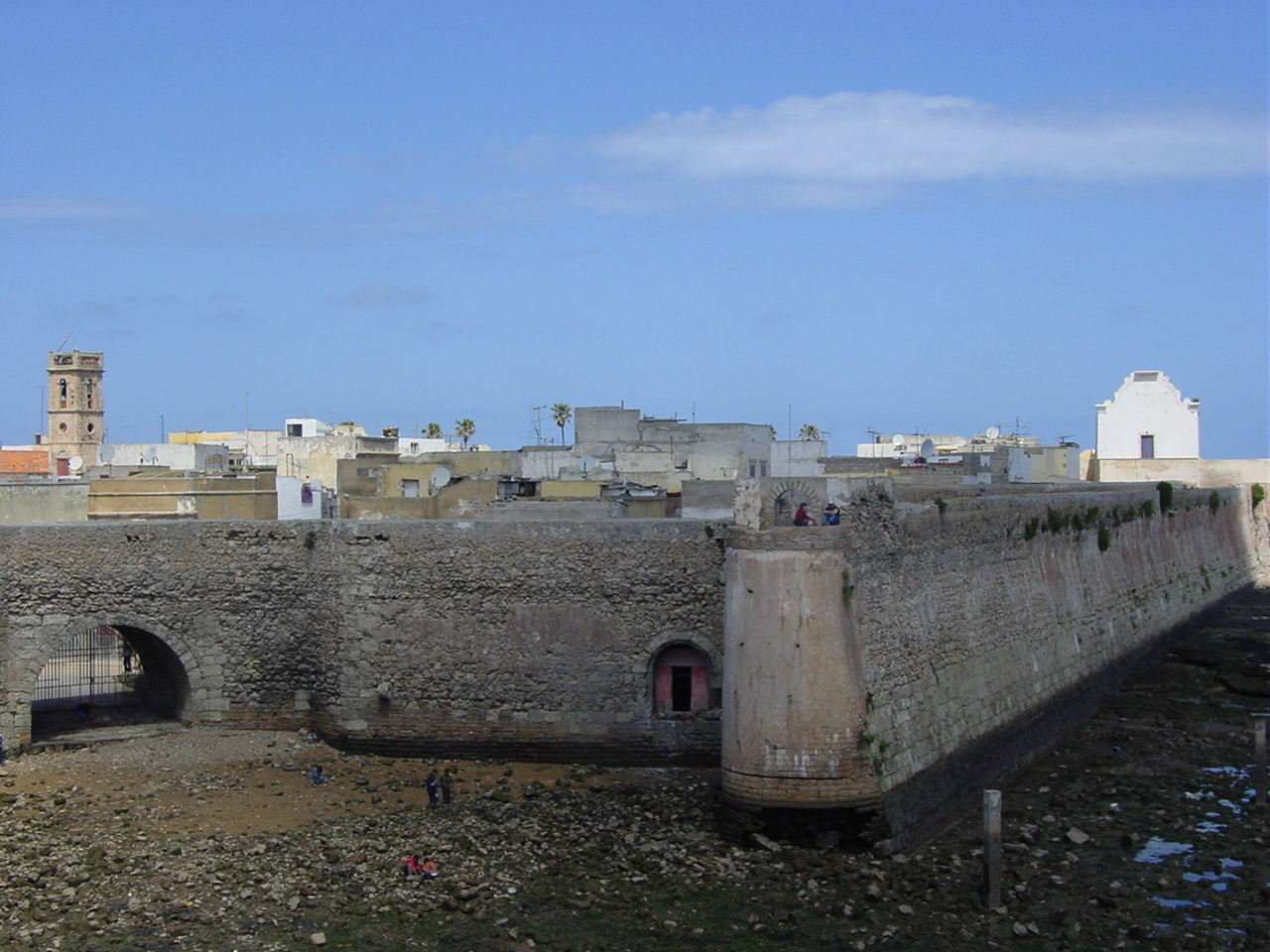
マサガン（アル・ジャジーダ）のポルトガル都市 - （2004年）
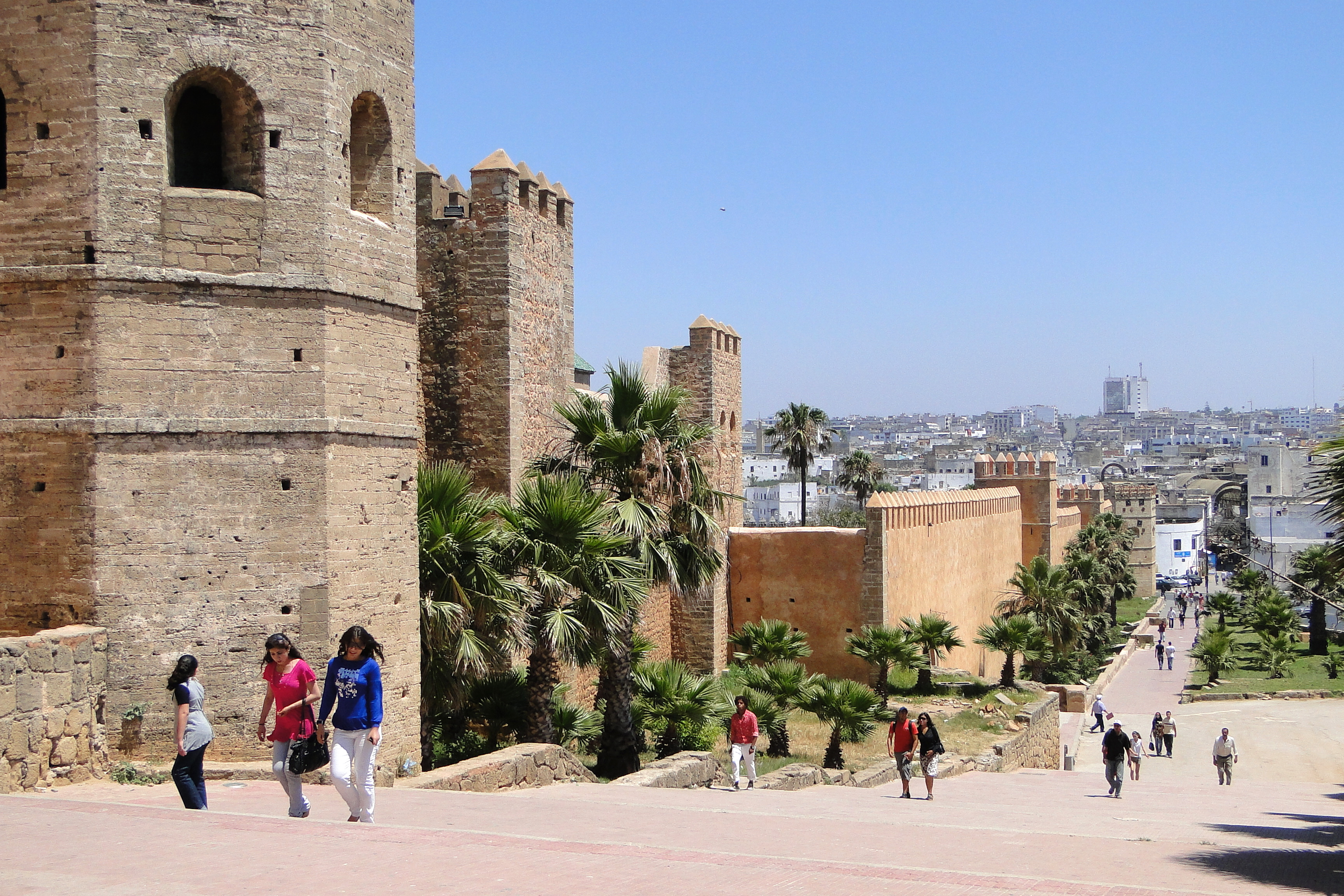
ラバト:近代的首都と歴史的都市 -（2012年）

### 祝祭日
モロッコには下記のモロッコの祝日に加えイスラム教の祝日も存在する。モロッコの祝日は毎年同じ日に祝られるが、イスラム教の祝日はイスラム暦によって決められるため移動祝日である。
| 日付     | 日本語表記                       | 現地語表記                 | 備考                                                                                       |
| -------- | -------------------------------- | -------------------------- | ------------------------------------------------------------------------------------------ |
| 1月1日   | 元日                             | رأس السنة الميلادية        |                                                                                            |
| 1月11日  | 独立宣言記念日                   | ذكرى تقديم وثيقة الاستقلال |                                                                                            |
| 1月14日  | アマジグ族元日                   | ينّاير                      | ベルベル族の新年                                                                           |
| 5月1日   | メーデー                         | عيد الشغل                  | 国際労働者の日                                                                             |
| 7月30日  | 即位記念日                       | عيد العرش                  | 厶ハンマド6世が即位した日                                                                  |
| 8月14日  | ダフラ＝オウィド・エッ＝ダハブ日 | استرجاع إقليم وادي الذهب   | ダフラ＝オウィド・エッ＝ダハブ地方の解放を記念する日                                       |
| 8月20日  | 革命記念日                       | ثورة الملك والشعب          | 1953年にフランスの植民に対して勃発した抗議運動が発生した日。この抗議運動により独立を果す。 |
| 8月21日  | ムハンマド6世国王誕生日          | عيد الشباب                 |                                                                                            |
| 11月6日  | 緑の行進記念日                   | عيد المسيرة الخضراء        | 1957年のこの日、西サハラの返却を求め35万人が緑の行進に参加しデモ活動行った                 |
| 11月18日 | 独立記念日                       | عيد الاستقلال              | 1956年にフランスとスペインから独立した日                                                   |

### スポーツ
サッカー
モロッコ国内でも、他のアフリカ諸国同様サッカーが圧倒的に1番人気のスポーツであり、1956年にサッカーリーグのボトラが創設されている。王立モロッコサッカー連盟（FRMF）によって構成されるサッカーモロッコ代表は、FIFAワールドカップには6度出場しており2022年大会ではアフリカ勢初のベスト4に進出した。アフリカネイションズカップでは、1976年大会で初優勝を果たしている。
近年ではFIFAクラブワールドカップの2013年大会・2014年大会・2022年大会がモロッコで開催されており、開催国枠で出場したラジャ・カサブランカが2013年大会で準優勝に輝いている。著名なモロッコ人選手としては、メディ・ベナティア、ハキム・ツィエク、ヌサイル・マズラウィ、アクラフ・ハキミ、ヤシン・ブヌなどが存在する。
テニス
男子テニスは、1986年に当時の国王ハサン2世の名を冠したモロッコ初のATPツアー大会、ハサン2世グランプリが開催されるようになってから、次第に同国でもテニスが盛り上がりを見せるようになった。1990年代に入るとユーネス・エル・アイナウイ、カリム・アラミ、ヒチャム・アラジという3人の男子選手が同時期に現れ、同国初の国際的なプロテニス選手として大活躍した。
1961年に参戦したデビスカップでも当初は長らく弱小国であったが、上記3人の活躍と共に次第に強くなっていき、彼らが全盛期を迎えた1990年代後半から2000年代前半には、最上位カテゴリのワールドグループに通算で5回の出場を果たし、テニス強豪国の一角を占めるまでになった。ただ3人の引退に伴う2000年代後半以降は低迷したものの、2010年代にシングルスランキングで100番台に乗せてきた、レダ・エル・アムラニのような若手も現れ始めている。
女子テニスにおいても、2001年からラーラ・メリヤム王女の名を冠したWTAツアー大会、SARラ・プリンセス・ラーラ・メリヤム・グランプリを開催している。しかし、その一方で国内女子選手の育成は殆ど進んでおらず、2011年時点ではグランドスラム出場や、ツアーレベルに到達した女子選手は1人として現れておらず、世界レベルとは未だ隔たりがある。
フェドカップの同国代表も、大会参戦開始は1966年と中東諸国の中でも最も早かったが、この年の出場後の1995年に再び参加するまで、30年近く国際舞台の場に出なかった。その後も断続的な参加を続けた程度に過ぎず、2010年時点までの通算参加年数はわずか9年に留まっている。
陸上競技
陸上競技のうち男子中距離走と長距離走は、同じアフリカ大陸のエチオピアやケニアと並んで世界屈指の強さを誇る。概してオリンピックや世界陸上においては、800 mと1500 mで世界一を輩出した事例が多い。さらに1980年代の男子中長距離界を席巻したサイド・アウィータとヒシャム・エルゲルージは、とりわけ日本の陸上競技ファンや関係者の中で有名であり、エルゲルージの出した1500 mと1マイル、2000 mの世界記録は未だに破られていない。
格闘技
モロッコの著名な格闘家では、K-1とIT'S SHOWTIMEの元ヘビー級王者であるバダ・ハリがおり、かつてK-1世界ヘビー級王者戴冠後に「モロッコは世界的に自慢できる物が無い国なんだ。だから俺がK-1世界王者として活躍する事によって、世界中の人々に "モロッコ？ハリの母国だよね" と言ってもらえるようにしたい。"世界王者" という部分が重要なんだ」と語った。